# Gerhard Mercator

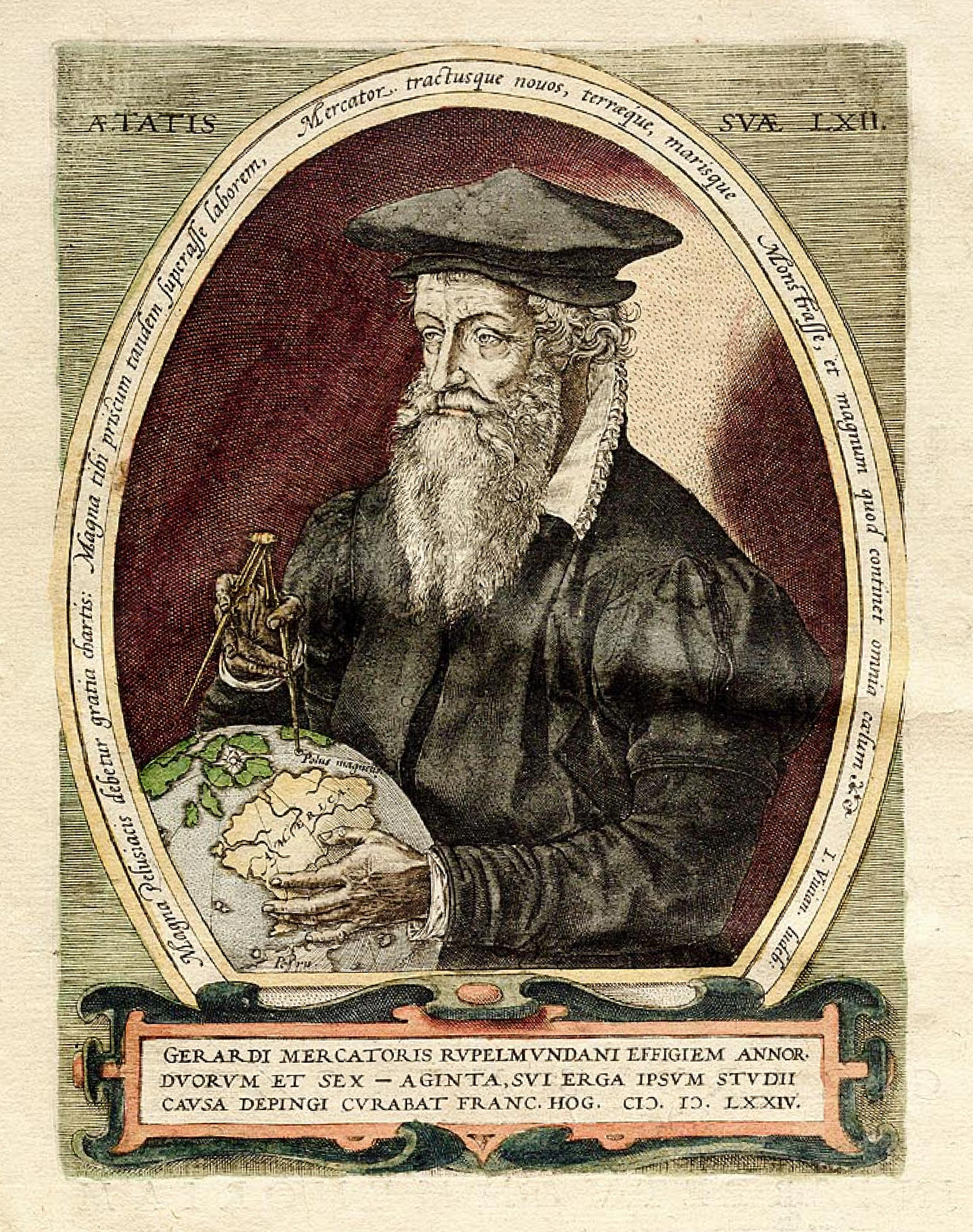
Gerhard Mercator, Kupferstich von Frans Hogenberg, 1574

Gerhard Mercator (geboren als Gheert Cremer; latinisiert Gerardus Mercator; * 5. März 1512 in Rupelmonde, Grafschaft Flandern; † 2. Dezember 1594 in Duisburg, Vereinigte Herzogtümer Jülich-Kleve-Berg) war ein Geograph und Kartograf, der schon zu Lebzeiten als der Ptolemäus seiner Zeit angesehen wurde und große Berühmtheit erlangte. Heute vorwiegend als Karten- und Globenhersteller bekannt, war Mercator im 16. Jahrhundert auch als Kosmograf, Theologe und Philosoph von großer Bedeutung und setzte Maßstäbe als Schriftkünstler.
Mercator wirkte zunächst im flämischen Löwen, wo besonders viele astronomische Instrumente und Globen entstanden. Wohl auch wegen der religiösen Verfolgungen in der katholischen Stadt wandte er sich ab dem Jahr 1552 ins klevische Duisburg. Hier entstanden zunächst viele der heute noch bekannten Wandkarten. 1569 schuf Mercator mit der Weltkarte mit den wachsenden Breiten die Grundlage für die später nach ihm benannte Mercator-Projektion. Sie ermöglichte Schiffen den konstanten Kurs und revolutionierte in den folgenden Jahrhunderten die Seefahrt. Das Spätwerk ist von religiösen Texten geprägt; posthum gelang es den Söhnen und Enkeln, mit dem Atlas ein von ihm geplantes Kartenwerk herauszugeben, das einer ganzen Gattung den Namen geben sollte.
Der Name Mercator ist noch heute allgemein bekannt und wird mit technischer Präzision, aber auch wissenschaftlicher Offenheit und Toleranz in Verbindung gebracht. Viele Institutionen tragen seinen Namen. Daneben ist Mercator auch Markenname für unterschiedlichste Produkte. Die ikonischen Darstellungen des Kartografen mit Bart, Barett, Globus und Zirkel werden bis in die Gegenwart immer wieder von Künstlern rezipiert und abgewandelt.

## Leben

### Herkunft, Jugend und Ausbildung

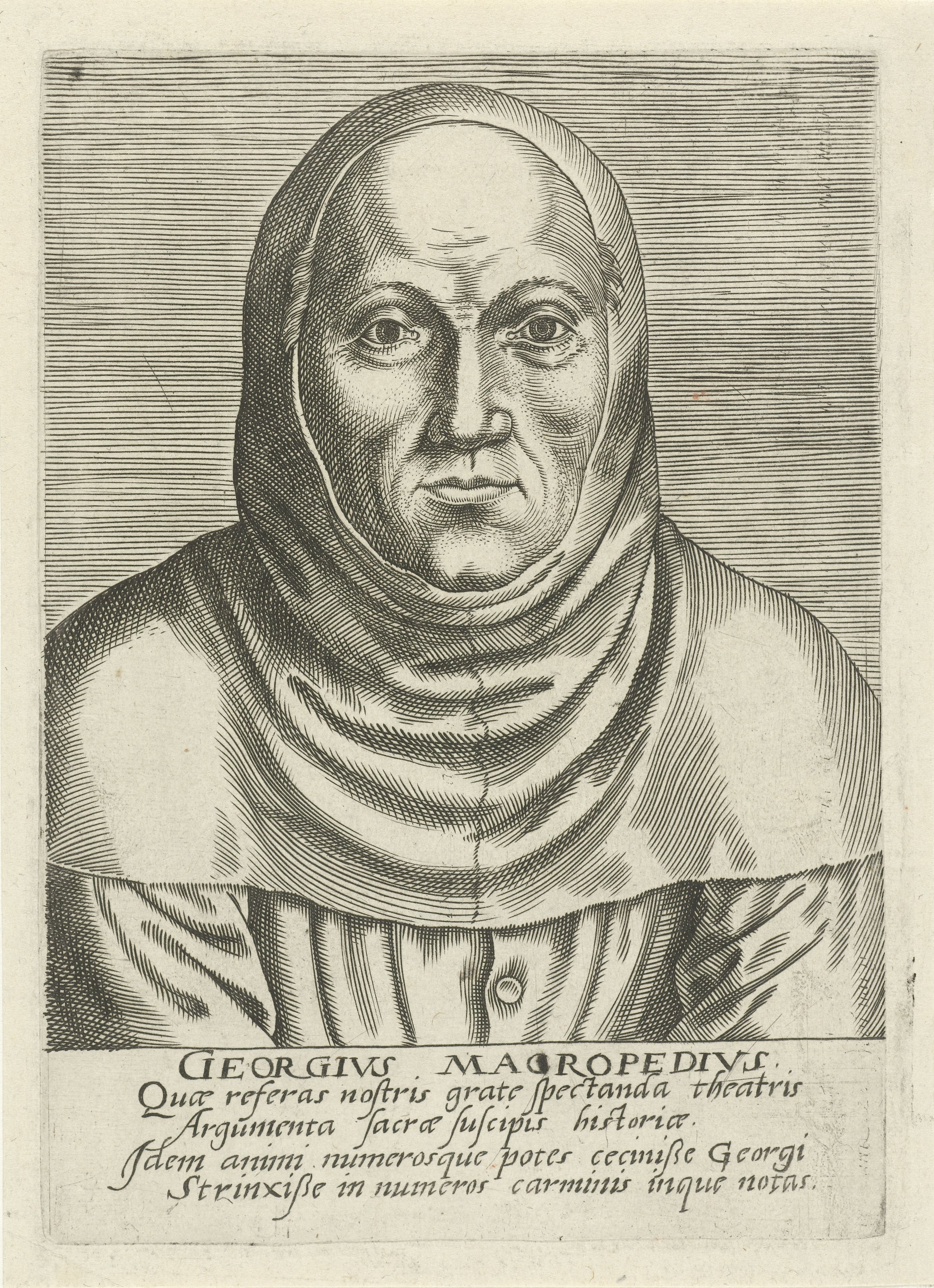
Zu den frühen Lehrern des jungen Gerhard gehörte der Schulleiter Georgius Macropedius

Gerhard Mercator wurde in den Morgenstunden des 5. März 1512 in Rupelmonde bei Antwerpen geboren. Seine Eltern waren der Schuhmacher und Landwirt Hubert Kremer (auch Cremer, De Cremere) und dessen Ehefrau Emerentia, geborene Rademakers. Der Sohn wurde auf den Namen Geerd bzw. Gerhard getauft. Der Aufenthalt in Rupelmonde war dem Umstand geschuldet, dass das Ehepaar Kremer hier Huberts Onkel Gisbert Kremer († um 1544) besuchte, der als Kaplan im Hospital der Stadt wirkte.
Gerhard Kremers Familie stammte ursprünglich aus dem Jülicher Land; seine Eltern waren von dort nach Gangelt gezogen, das etwa 25 Kilometer von Aachen entfernt liegt und heute zum Kreis Heinsberg gehört. In Gangelt verbrachte Gerhard seine ersten Lebensjahre. Spätestens seit 1518 lebte die Familie allerdings dauerhaft in Rupelmonde. Hier wurden dem Ehepaar Kremer auch weitere Kinder geboren, die in den Quellen jedoch nur andeutungsweise nachweisbar sind: Wahrscheinlich hatte Mercator sechs Geschwister, von denen zwei Priester wurden. Zwischen 1526 und 1528 starben die Eltern in Rupelmonde.
Die Erziehung des jungen Gerhard Mercator übernahm nach dem Tod der Eltern sein Großonkel Gisbert Kremer. Er war inzwischen zum Vizekuraten der Pfarrkirche in Sint-Niklaas aufgestiegen und so besuchte Gerhard den Lateinunterricht des Großonkels in der Nachbarstadt. Der Großonkel initiierte wohl auch die Aufnahme Gerhards in das Kollegium der Brüder vom Gemeinsamen Leben in ’s-Hertogenbosch, das über 100 Kilometer von Rupelmonde entfernt in Brabant lag. Die Ausbildung war von der Rezeption antiker Texte geprägt, die mit den grundlegenden Bibeltexten verbunden wurden. Daneben spielte unter dem Leiter des Hauses, Georgius Macropedius, auch die Kalligraphie eine Rolle. Hier erhielt Gerhard Kremer einen ersten Einblick in die verschiedenen Schriftarten.

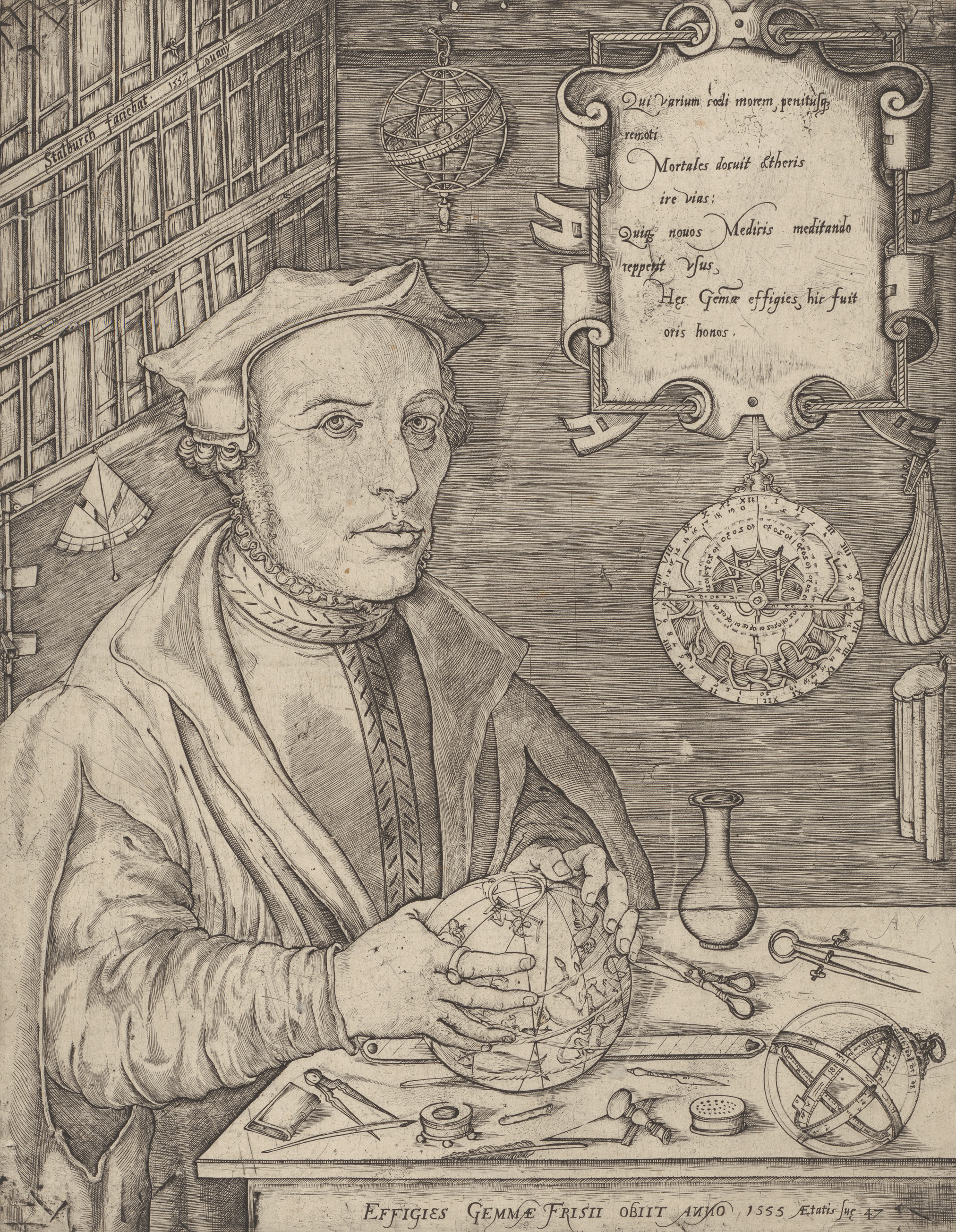
An der Universität Löwen trat Mercator mit dem Naturwissenschaftler Gemma Frisius in Kontakt

Nach den Vorstellungen seines Großonkels Gisbert Kremer sollte Gerhard eine Laufbahn als Priester einschlagen. Da er bereits in ’s-Hertogenbosch durch außergewöhnliche Leistungen auffiel, wurde er mit 18 Jahren an die Universität in Löwen geschickt. In der dortigen Matrikel ist er unter dem 29. August 1530 vermerkt. Erstmals tauchte hier auch der latinisierte Name Gerardus Mercator auf, den der junge Gerhard fortan nur noch verwenden sollte. Er lebte in Löwen im Collegium Castri, bei dem es sich um eine der Studienbursen der Artistenfakultät handelte.
Zunächst absolvierte Mercator in Löwen die Ausbildung in den Sieben freien Künsten („septem artes liberales“), die als universale Grundlage für das darauf aufbauende, weiterführende Studium verstanden wurden. Die Universität Löwen hatte sich bereits seit den 1520er Jahren einen Ruf als katholisches Bollwerk erworben, die Schriften Luthers wurden auf dem Gelände öffentlich verbrannt. Mercator erhielt hier Einblick in die aus dem Hochmittelalter stammenden Lehren der Scholastik und wurde zugleich in Astronomie und Astrologie geschult.
Bereits in Löwen gelang es dem jungen Mercator, sich einen Freundeskreis aufzubauen. Zu seinen Lehrern gehörte der Franziskanermönch Franciscus Monachus (bürgerlich: Frans Smunck, um 1490–1565), der eines der ersten Globenpaare in den damaligen Niederlanden schuf. Besonders bedeutsam war allerdings der Naturwissenschaftler Gemma R. Frisius, der mehrere kosmografische Lehrbücher und ein Standardwerk über die Herstellung von Globen verfasst hatte, dessen Schüler Jacob van Deventer sowie der englische Kartograf John Dee. Kommilitonen waren der Ireniker Georg Cassander, der Anatom Andreas Vesalius und der spätere Bischof von Arras, Antoine Perrenot de Granvelle.
Im Oktober 1532 beendete Gerhard Mercator sein Grundstudium und schied als Magister aus der Universität aus. Er verzichtete damit auf die Promotion und die kirchliche Laufbahn. Die Gründe hierfür sind bis heute ungeklärt, dürften jedoch vor allem in der freigeistigen Einstellung des jungen Gerhard zu suchen sein. Er reiste stattdessen nach Antwerpen und lebte hier wohl bis 1534, wobei er hier vor allem Kontakt mit flandrischen Kaufleuten suchte, die über ihre Seereisen in die Neue Welt berichteten.
Allerdings war das Ende der universitären Laufbahn, folgt man dem zeitgenössischen Mercator-Biografen Walter Ghim, nur der Auftakt für das Selbststudium von Theologie und Philosophie. Bereits in seiner Antwerpener Zeit könnte Mercator den Plan gefasst haben, eine umfassende Kosmografie zu verfassen, die den Text der Bibel und die Naturphilosophie der mittelalterlichen Aristotelesauslegung in Einklang bringen wollte. Er benötigte aber einen Broterwerb, um diesen Plan verwirklichen zu können.

### „Mathematicus“ in Löwen

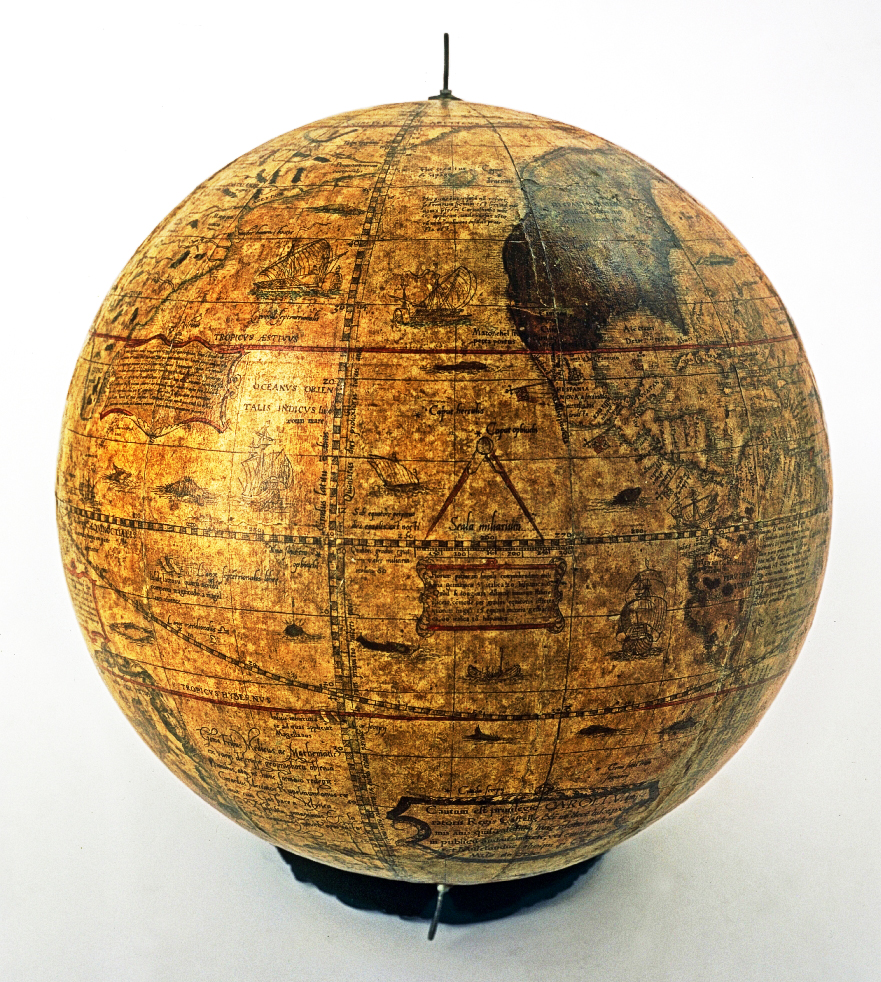
Der Frisius-Erdglobus von 1536 war das erste Werk, auf dem Mercator namentlich auftauchte

Deshalb kehrte Mercator nach Löwen zurück und verdingte sich als „Mathematicus“, der seine naturwissenschaftliche Expertise einer interessierten Öffentlichkeit in Form von Instrumenten und als Landvermesser zur Verfügung stellen wollte. In Löwen nahm Mercator auch wieder Kontakt zu seinen akademischen Lehrern auf, die, parallel zur Lehre an der Universität, einen Gelehrtenzirkel unterhielten. So schuf er für Gemma Frisius zahlreiche astronomische Instrumente, die heute jedoch verschollen sind. Den hierfür nötigen praktischen Unterricht in der Anfertigung solcher Objekte hatte Mercator durch den Goldschmied Gaspard van der Heyden erhalten.
Zusammen mit van der Heyden erhielt Mercator 1534 den Auftrag, einen Erdglobus in Kupfer zu stechen, dessen Vorlage von Frisius erstellt worden war. Erstmals tauchte der junge „Mathematicus“ auf dem 1536 schließlich vollendeten Globus als „Gerardus Mercator Rupelmundanus“ namentlich auf. In gleicher Funktion war Mercator dann ein Jahr später an der Schaffung des gleich großen Himmelsglobus beteiligt. Die Globen wurden ein Verkaufserfolg; nur so ist zu erklären, dass er am 3. August 1536 die Bürgertochter Barbara Schellekens heiraten konnte.
Parallel zum Himmelsglobus schuf Mercator auch völlig eigenständige Werke. Als Erstlingswerk in dieser Hinsicht wurde die Karte des Heiligen Landes identifiziert, die schon 1537 herausgegeben wurde. Sie versammelte die biblischen Kenntnisse über den Landstrich zwischen Rotem Meer und Karmelgebirge und konnte aus sechs Teilkarten zu einer großen Wandkarte zusammengesetzt werden. Der Verkauf der Karte war gesichert, weil sich in der Umbruchszeit des 16. Jahrhunderts sowohl lutherische als auch katholische Bewohner Flanderns mit der in der Bibel verkündeten Wahrheit auseinandersetzten. Mercator stieg über das Werk zu einer Autorität der Bibelauslegung auf.

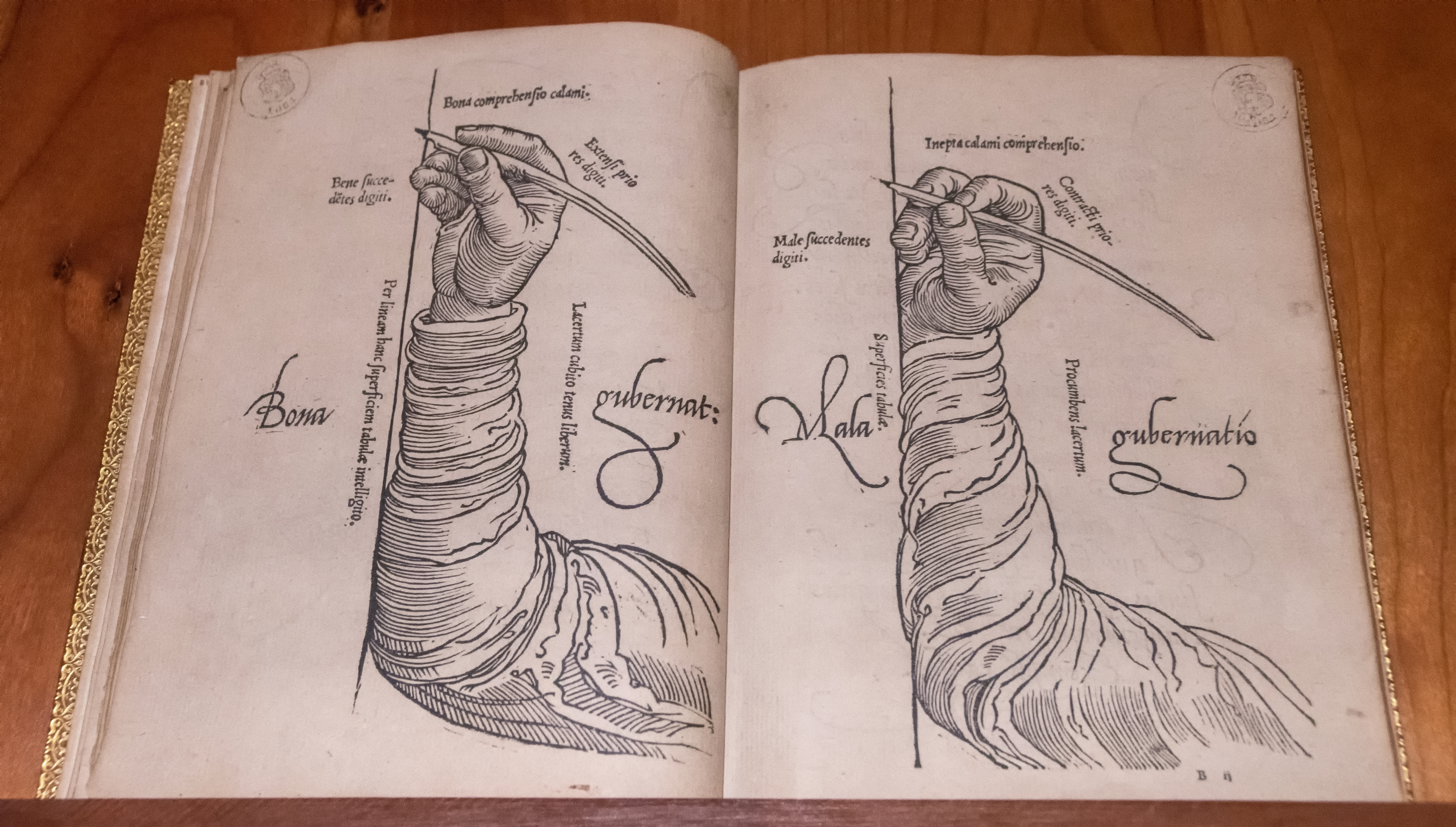
Darstellung der richtigen Federhaltung im Literarum latinarum

Nun folgten in rascher Folge weitere Arbeiten. In der Frühzeit konzentrierte sich Mercator vor allem auf große Wandkarten, die reißenden Absatz fanden. Dabei zog Mercator immer wieder verschiedene Vorbilder heran, aus denen sich seine Werke als eigenständige Arbeiten speisten. Besonders bedeutsam war hierunter das Kartenwerk des Claudius Ptolemäus, das nahezu in jeder Arbeit Mercators rezipiert wird. Für das zweite überlieferte Werk, eine Weltkarte in herzförmiger Projektion, griff Mercator auf eine Vorlage des Orontius Finaeus zurück, die zwischen 1519 und 1531 geschaffen worden war. Erstmals war auf der Karte der Doppelkontinent America als solcher bezeichnet.
Mercators Arbeit im flandrischen Löwen war allerdings auch direkt von der gesellschaftlichen und politischen Wirklichkeit in der Stadt und der siebzehn niederländischen Provinzen beeinflusst. Immer wieder widmete der Kartograf einflussreichen Personen seine Werke. Für die Karriere des jungen Gerhard Mercator war vor allem die Karte Flanderns von 1540 bedeutsam: Die niederländischen Aufstände, die sich gegen die spanisch-habsburgische Fremdherrschaft richteten, waren gerade durch Kaiser Karl V. niedergeschlagen worden, und die Kaufleute Gents schenkten dem neuen und alten Herren über ihre Stadt die Karte als Geste der Unterwerfung. Wahrscheinlich wurde Karl so erstmals auf den flandrischen Kartenmacher aufmerksam.
Karten waren allerdings nicht das einzige, woran Mercator in Löwen arbeitete. Unmittelbar nach der Flandernkarte, spätestens im März 1541, erschien mit dem Handbuch der Kursivschrift auf Karten, dem „Literarum latinarum, quas italicas, cursoriasque vocant, scribendarum ratio“, eine theoretische Abhandlung. Mercator legte darin auf 56 Seiten die Bedeutung einer gut lesbaren Schrift für die Kartenherstellung dar, wobei er auf ältere Arbeiten aus italienischen Werkstätten zurückgriff. Neben Kartografen rezipierten auch Händler das Buch, weil in ihrem Gewerbe eine gut leserliche Schrift ebenfalls von Bedeutung war.
Die Kursive fand auch auf dem Globenpaar aus Erd- und Himmelsglobus Anwendung, das zwischen 1541 und 1551 herausgegeben wurde. Die beiden Objekte sind allerdings auch ein Symbol für das Verkaufsgeschick des Kartografen: Mercator etablierte nach der Herausgabe des Himmelsglobus den Verkauf beider Stücke ausschließlich im Doppel und führte damit eine Tradition ein, die noch im 18. Jahrhundert Bestand hatte. Die Globen wurden zeit seines Lebens nachgefragt und neu hergestellt. Der Verkauf ermöglichte Mercator, bescheidenen Reichtum anzuhäufen.

### Gefangenschaft und Umzug
Die erfolgreiche Arbeit in Löwen wurde durch den Tod des Großonkels unterbrochen. Anfang 1544 reiste Gerhard Mercator nach Rupelmonde, um hier die Trauerfeierlichkeiten zu planen und den Nachlass zu regeln. Die Abreise aus Löwen wurde ihm allerdings als Flucht ausgelegt, denn zeitgleich mit dem Standortwechsel Mercators wurde der habsburgische Generalprokurator Pierre du Fief eingesetzt, um Anklage gegen die Personen zu erheben, denen Sympathien für die lutherischen Lehren nachgesagt wurden. Zusammen mit 42 anderen Personen gehörte auch Mercator zum Kreis der Verdächtigen.

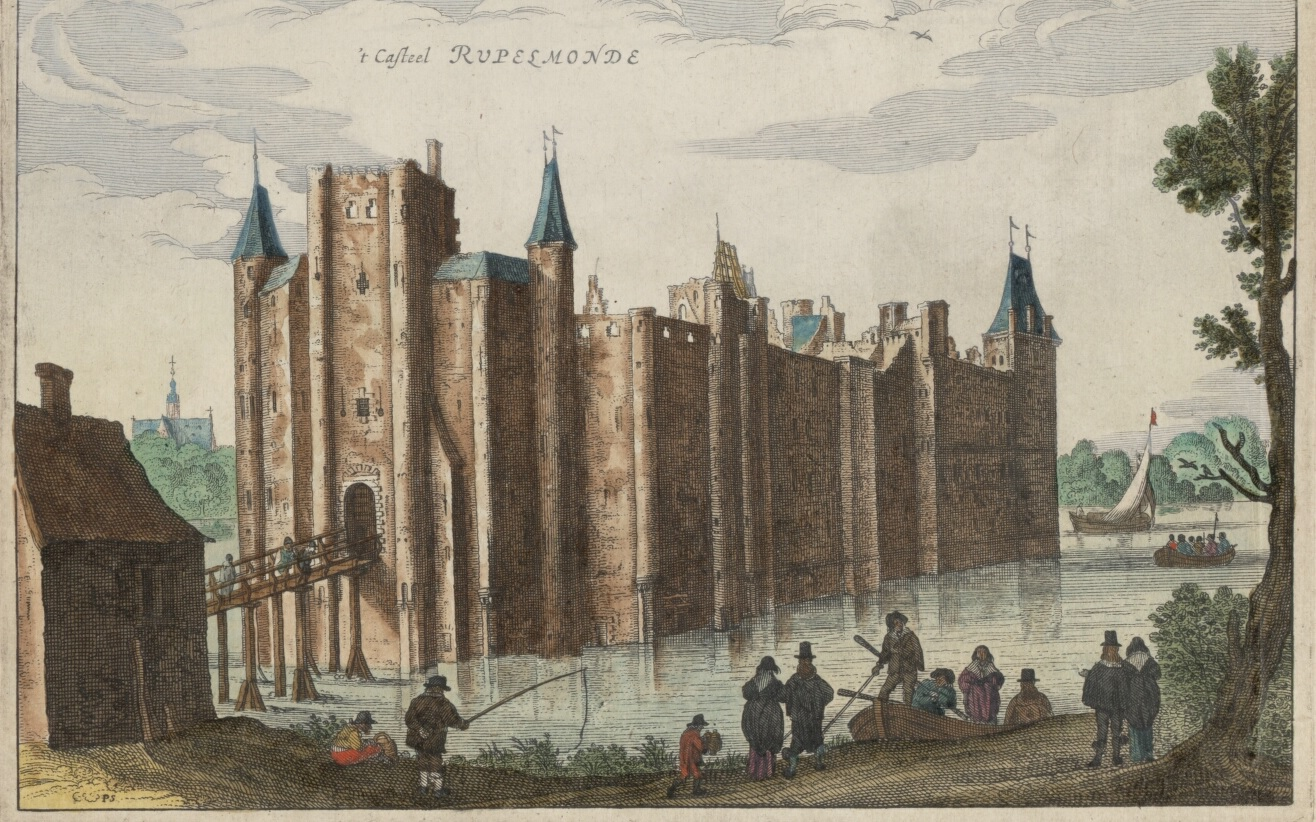
Festung Gravensteen bei Rupelmonde, wo Mercator 1544 gefangen gehalten wurde

Der Kartograf wurde daraufhin von der Inquisition im Februar 1544 in Rupelmonde verhaftet und ein Gerichtsverfahren gegen ihn eröffnet. Es folgten sieben Monate Haft, die Mercator in der Burg Gravensteen nahe Rupelmonde absaß. Während dieser Zeit bemühten sich verschiedene Personen aus seinem Freundeskreis bei der Statthalterin der Spanischen Niederlande, Maria von Ungarn, um seine Freilassung. Neben seinem Beichtvater Pieter de Corte, dem Rektor der Universität und dem Abt Pieter Wast setzte sich auch der ehemalige Studienkollege Antoine Perrenot de Granvelle für Mercator ein.
Obwohl die Haftzeit nach wenigen Monaten endete und die religiöse Verfolgung ebenfalls aufhörte, markierten Gefangennahme und Freilassung eine Zäsur im Leben des „Mathematicus“. Nach der arbeitsreichen Zeit in Löwen entstanden in den folgenden Jahren kaum neue Werke. Stattdessen konzentrierte sich Mercator nun auf die Arbeit im Gelände und ging seiner Tätigkeit als Landvermesser nach. In die Zeit nach der Freilassung datiert auch der verstärkte Austausch mit dem englischen Mathematiker John Dee, der selbst in den 1550er Jahren verhaftet werden sollte.

1566 schuf der Mercator-Schüler Johannes Corputius den nach ihm benannten Plan der Stadt Duisburg

Die Erfahrung von Verfolgung im Namen der Religion war wohl ein Grund, dass die Familie sich in den folgenden Jahren entschied, Löwen und die habsburgischen Niederlande zu verlassen. Der Umzug nach Duisburg ist eine der umstrittensten Lebensphasen Mercators. Es haben sich keine Quellen erhalten, die die wahren Gründe für den Standortwechsel darstellen würden. Deshalb ist man auf Mutmaßungen angewiesen. Wahrscheinlich ist, dass ein Bündel an verschiedenen Entwicklungen die Entscheidung beschleunigte. Dennoch ging die Umsiedlung geordnet vonstatten; von einer Flucht nach Duisburg, wie sie von der älteren Literatur behauptet wurde, kann kaum die Rede sein.
Während sich die Auseinandersetzung um den „wahren“ Glauben in den Niederlanden immer weiter zuspitzte, wurde die Religionspolitik im Heiligen Römischen Reich von anderen Entwicklungen geprägt. Am 2. August 1552 schloss Moritz von Sachsen mit König Ferdinand I. den Passauer Vertrag, der den Protestanten im Reich die Ausübung ihrer Religion ermöglichte. Besonders die grenznahen Territorien, wie das kleine Herzogtum Jülich-Kleve-Berg, profitierten von diesen Weichenstellungen, weil viele Glaubensflüchtlinge aus den Niederlanden nun Aufnahme in Gebieten suchten, wo sie ihren Glauben unbehelligt ausüben konnten.
Eine ganz besondere Rolle für den Umzug spielte, weit profaner, die Berufungspolitik der Universität Löwen. Denn obwohl Mercator wohl nie promoviert hatte, machte er sich Hoffnungen, auf den Mathematik-Lehrstuhl berufen zu werden. Stattdessen erhielt jedoch 1551 der Arzt und Mathematiker Pierre Beausard († 1577) den Zuschlag und wurde Nachfolger des Gemma Frisius. Die Entscheidung für Duisburg fiel wohl auch, weil in der kleinen Landstadt im Herzogtum Jülich-Kleve-Berg die Gründung einer Universität geplant war.
Wieder war der Freundeskreis ausschlaggebend, den Mercator sich aufgebaut hatte. Der Studienfreund Georg Cassander, der inzwischen zum Berater des klevischen Kanzlers Heinrich Bars genannt Oisleger aufgestiegen war, informierte ihn über die Pläne. Obwohl die Universität erst nach dem Tod Mercators ins Leben gerufen werden konnte, lebte der Kartograf mit seiner Familie ab März 1552 dauerhaft in der Stadt. Er erhielt jedoch nie das Bürgerrecht in der Landstadt.

### Die „Werkstatt Mercator“ in Duisburg

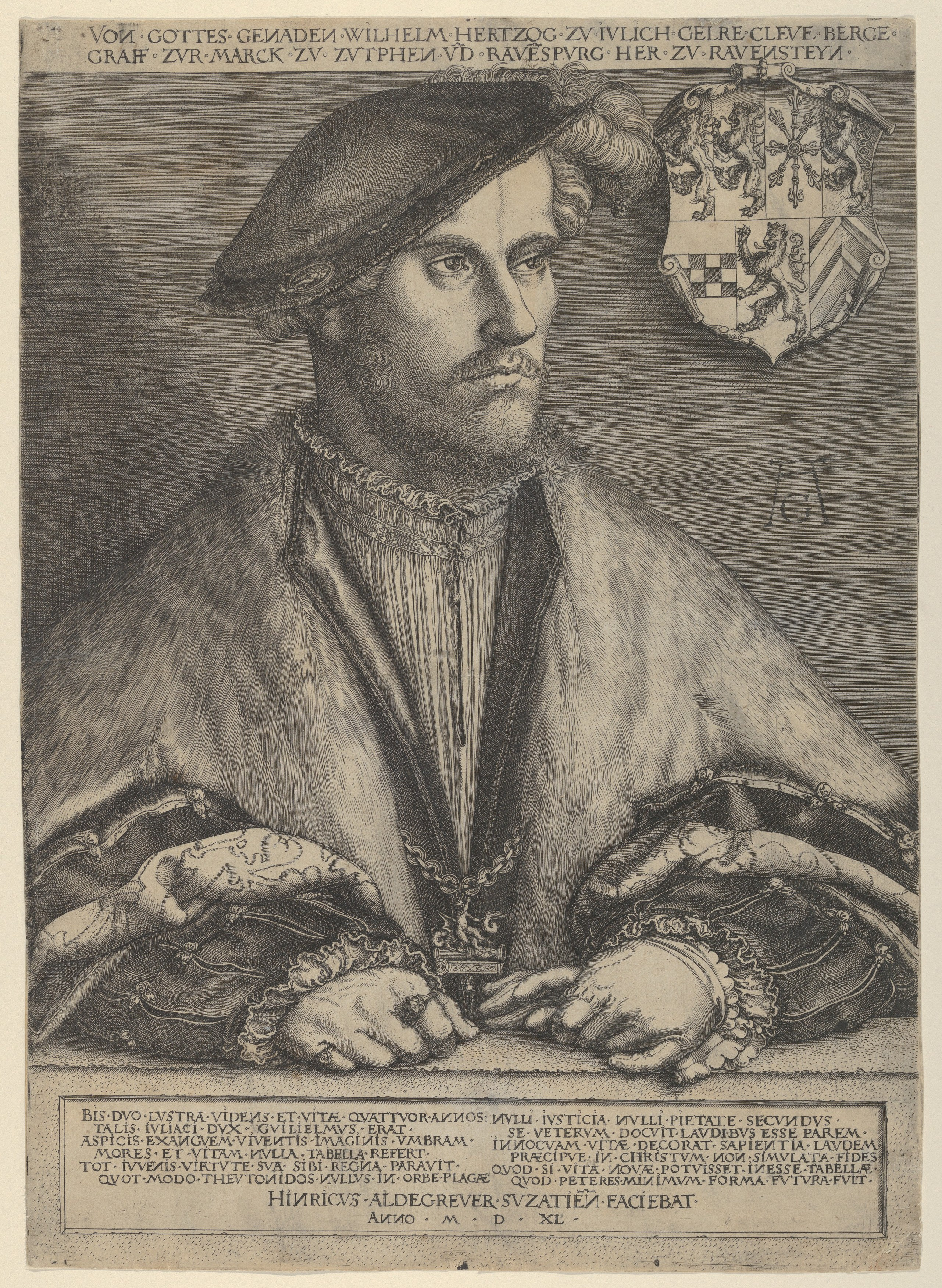
Größter Förderer Mercators in Duisburg war Herzog Wilhelm V. von Jülich-Kleve-Berg

Nach dem Umzug nach Duisburg gelang es Mercator schnell, wirtschaftlich Fuß zu fassen. Dies ist vor allem darauf zurückzuführen, dass er viele Druckvorlagen aus Löwen mitbrachte und so nahtlos an bereits begonnene Projekte anknüpfen konnte. Als erstes erschien 1554 die große Europakarte, die bereits 1538 angekündigt worden war. Aus Verbundenheit mit der alten Heimat widmete er die Karte dem Bischof Antoine Perrenot von Arras, dessen Fürsprache er seine Freilassung 1544 zu verdanken hatte.
Die Karte wurde ein durchschlagender Erfolg und begründete für die Zeitgenossen den Ruhm Mercators als größter Kartograf seiner Epoche. Die lange Vorlaufzeit ermöglichte Mercator ein intensives Quellenstudium. So wurden auf der Karte viele Fehler der antiken Autoritäten ausgebessert und neueste Kenntnisse des 16. Jahrhunderts einbezogen. Bis 1566 verkaufte der Kartograf über 200 Exemplare der Karte über seinen Verleger Plantin in Antwerpen. Obwohl ein kaiserliches Privileg das geistige Eigentum Mercators an der Karte schützen sollte, entstanden schnell Raubdrucke. Deshalb sah sich Mercator genötigt, eine zweite Auflage der Karte herauszubringen, die 1572 erschien.
Parallel zu diesem kommerziellen Erfolg unterhielt Mercator weiterhin enge Beziehungen zum habsburgischen Herrscherhaus. So erhielt er 1554 während einer Audienz bei Kaiser Karl V. in Brüssel den Auftrag, ein Globenpaar für den Herrscher zu bauen. So entstand ein durchsichtiger Kristall-Himmelsglobus, in den ein kleinerer Erdglobus eingelegt werden konnte. Das Werk wurde auf einer Uhr platziert, die vom Mechanisten Juanelo Turriano geschaffen wurde.
Bereits 1558 konnte Mercator ein zweistöckiges Wohnhaus in der Duisburger Oberstraße beziehen. Hier entstand eine größere Werkstatt mit einigen Angestellten, zu denen später auch die Söhne Arnold und Bartholomäus gehörten. Mercators Haus bildete das Zentrum für einen Humanistenkreis, der sich in der Nähe ansiedelte und aus niederländischen Exulanten und ihren Frauen bestand. Neben Georg Cassander lebten auch Cornelis Wouters, Johannes Otho und Heinrich Geldorpius in unmittelbarer Nachbarschaft. Der Freundeskreis umfasste aber auch Duisburger Honoratioren wie den Arzt Johannes Ewich, Ambrosius Moer, den Juristen Aggaeus Albada oder den späteren Mercator-Biografen Walter Ghim.

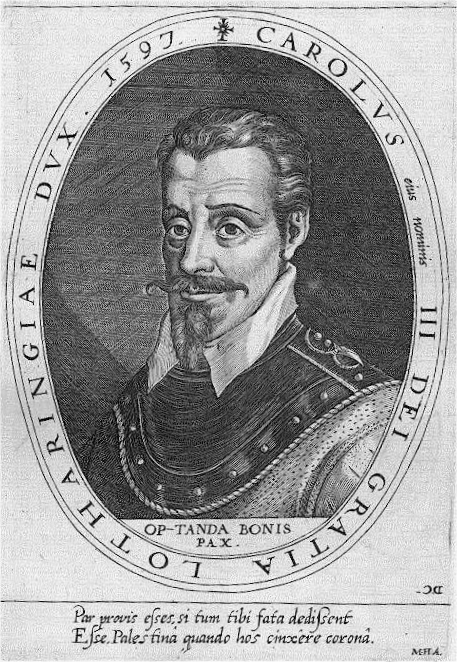
Herzog Karl III. von Lothringen gehörte zu den Auftraggebern Mercators in Duisburg

Obwohl Mercators Arbeitsweise in der Literatur als fast mönchisch und zurückgezogen beschrieben wurde, spielte der Freundeskreis für die Erstellung der Duisburger Werke des Kartografen eine große Rolle. Mercator gelang es auch über eine ausgedehnte Briefkorrespondenz mit verschiedenen Geistesgrößen seiner Zeit, Zugang zu den neuesten wissenschaftlichen Erkenntnissen zu behalten. Ganz Kind des 16. Jahrhunderts, erweiterte er seinen Freundeskreis indes auch durch Verheiratung seiner Töchter. So ehelichte Emerentia Mercator im Jahr 1560 den Bremer Lehrer Johannes Molanus, der so ebenfalls zu einem der Vertrauten und Briefpartner Mercators wurde. Über Briefe war Mercator auch mit dem flämischen Kartographen Abraham Ortelius verbunden, mit dem er 1560 nach Frankreich reiste.
In kurzer Folge entstanden in Verbindung mit dem Netzwerk in Duisburg zu Beginn der 1560er Jahre zwei große Wandkarten, eine von Lothringen und eine der Britischen Inseln. Die Lothringenkarte von 1564 war eine Auftragsarbeit Herzog Karls III., der seine Lande nach den neuesten Methoden auf Papier gebannt wissen wollte. Für die Erstellung der Karte reiste Mercator nach Nancy. Es sollte die letzte größere Arbeit im Gelände werden, da ein Überfall oder ein Unfall auf dem Weg traumatisierend auf ihn wirkte. Fortan verließ Mercator Duisburg nur noch selten.
Bereits seit 1559 übernahm der Kartograf an zwei Tagen in der Woche den Unterricht am Duisburger Akademischen Gymnasium, wobei er den Schülern Mathematik, Kosmologie und Kartographie beibrachte. Mit der Umbildung des Gymnasiums zu einer einfachen Schola grammatica im Jahr 1563 endete Mercators Arbeit dort, allerdings blieben seine Lehrsätze über seinen Sohn Bartholomäus vertreten, der anstelle des Vaters den Unterricht übernahm und unter dem Titel „Breves in sphaeram meditatiunculae“ die Vorlesungen veröffentlichte.
Offiziell war Mercator in Duisburg als Landvermesser im Dienste des Herzogs Wilhelm V. von Jülich-Kleve-Berg tätig, eine feste Anstellung wird in den Quellen jedoch nicht erwähnt. Neben dem Unterricht in der Schule lebten immer auch Schüler im Hause Mercator. Besondere Bedeutung hatte der hier zwischen 1562 und 1566 nachgewiesene Johannes Corputius, der die bedeutendste Planvedute Duisburgs schaffen sollte. Wahrscheinlich lernte auch der spätere Hofkartograph Philipps II., Christian Sgrothen, in der Werkstatt Mercator.

### Spätwerk in Duisburg
Die wohl bekannteste Leistung Mercators war die Erstellung der Weltkarte, die 1569 erschien. Mercator widmete dem Landesherrn Wilhelm V. in diesem Jahr die 18-teilige Karte, die eine „regelrechte Reform der Kartographie“ bedeutete. Mercator gelang es, mit der Karte das Problem des konstanten Kurses zu lösen. Mithilfe einer Zylinderabbildung, auf der die Meridiane als Geraden dargestellt werden, die an den Polen nicht zusammenlaufen, erreichten Seefahrer leichter das angepeilte Ziel. In der Folge stieg Mercator endgültig zum größten Kartenmacher seiner Zeit auf. Die hier erstmals verwendete Projektion erhielt ihren Namen nach dem Kartografen und wird bis heute Mercator-Projektion genannt. Auch weiterhin basieren die weitaus meisten Seekarten hierauf, da diese Projektion aufgrund ihrer Winkeltreue eine zuverlässige Kursplanung für die Seefahrt ermöglicht (wobei indes die durch Geraden in den Seekarten ermittelten Kurse [Loxodrome] – mit Ausnahme von Fahrten in der Nord-Süd-Achse – nicht exakt den kürzestmöglichen [Orthodromen] entsprechen).

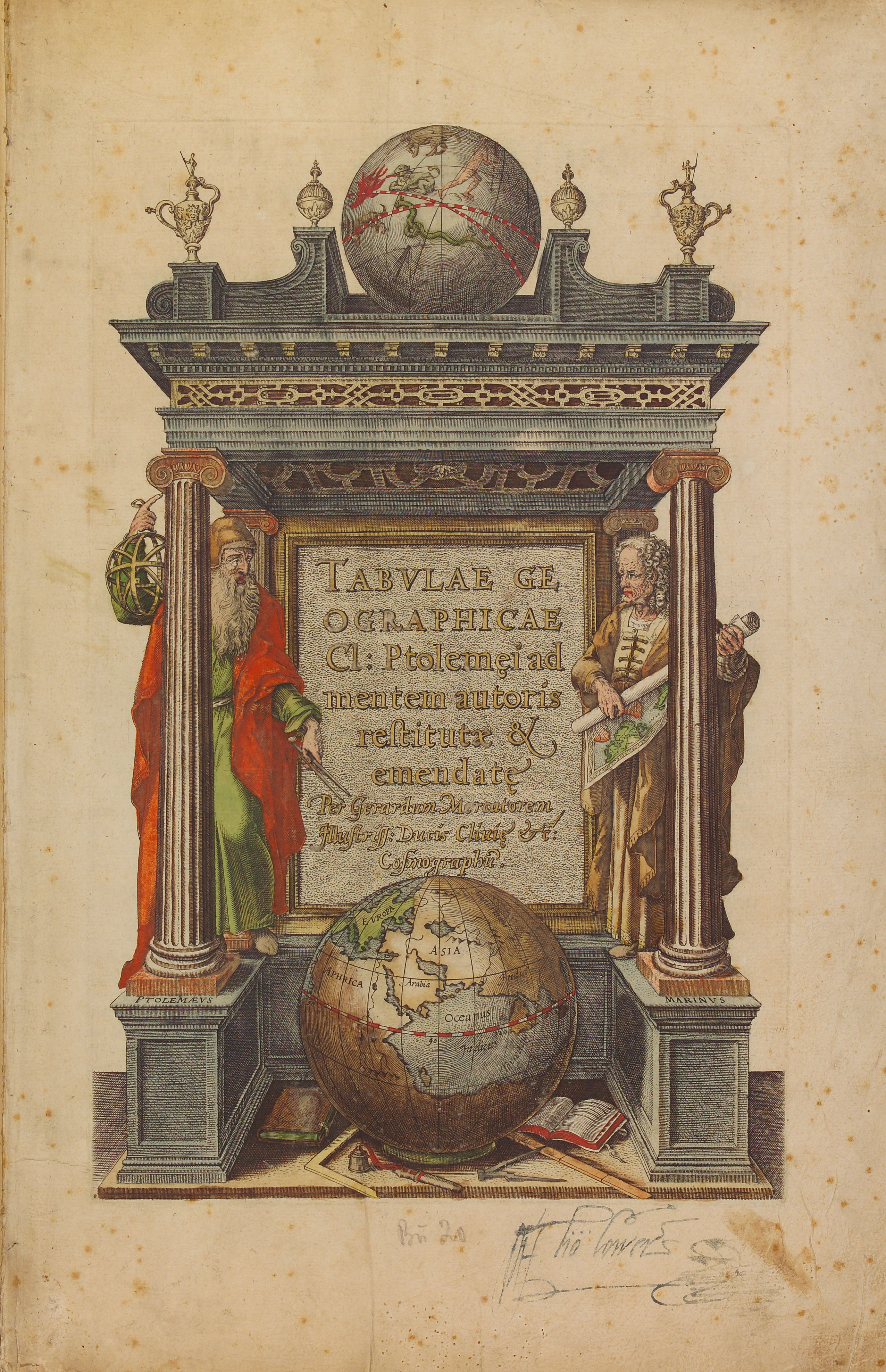
Titelblatt des von Mercator neu herausgegebenen Kartenwerks des Claudius Ptolemäus

In der Folgezeit widmete sich Mercator vermehrt seinem publizistischen Werk; Wandkarten erschienen keine mehr. Im gleichen Jahr wie die Weltkarte brachte er die Chronologia bei der Kölner Druckerei und Verlagsbuchhandlung Birckmann heraus. Während viele der Karten aus der Werkstatt über die Druckerei Plantin in Antwerpen herausgegeben wurden, erschienen die meisten Bücher bei Birckmann. Die Chronologia versuchte als Weltgeschichte an die theologischen Frühwerke Mercators anzuschließen. Erstmals stellte der Kartograf hier der Öffentlichkeit den Plan vor, eine allumfassende Kosmografie herauszugeben, die in mehreren Teilen erscheinen sollte. Wahrscheinlich war diese Idee aber bereits viel früher entstanden.
Zunächst plante Mercator fünf Bücher zu veröffentlichen. Das erste sollte die biblische Schöpfungsgeschichte mit den sich formierenden Naturwissenschaften in Einklang bringen, im zweiten wollte der Kartograf eine astronomische Beschreibung des Himmels liefern. Der Hauptteil des Werkes war der Beschreibung von Ländern und Meeren in drei Teilen gewidmet. Darauf sollte eine Genealogie folgen, flankiert von der 1569 herausgegebenen Chronologie. In den folgenden Jahren arbeitete Mercator an den angekündigten Teilen und veröffentlichte einzelne Elemente, wobei der Plan immer wieder Änderungen erfuhr. Zeitweise sollte die Kosmografie aus sechs Büchern bestehen.
Besonders einflussreich für die Antikenrezeption wurde das 1578 neu edierte Kartenwerk des Geografen Claudius Ptolemäus. Mercator gelang es, den Kölner Verleger Gottfried von Kempen als Herausgeber zu gewinnen. Inzwischen arbeiteten auch die Enkel Mercators in seiner Werkstatt mit. 1585 erschien eine erste Lieferung Karten, die Teil der geplanten Weltbeschreibung werden sollten. Die 51 Karten dieser ersten Lieferung umfassten vor allem die Regionen West- und Mitteleuropas, in denen Mercator selbst wirkte. In einer zweiten Lieferung wurden der Balkan, Italien und Griechenland dargestellt.
Neben den Karten, die in gebundener Form erschienen, arbeitete Mercator auch an kleineren theologischen Werken weiter. Zwischen 1585 und 1590 wurde ein eigenhändig geschriebener Kommentar zum Brief des Apostels Paulus an die Römer fertiggestellt, der jedoch nie in Druck ging. Weitere Kommentare haben sich heute nicht mehr erhalten, sind jedoch nachweisbar. Im Jahr 1592 erschien auf der Frankfurter Herbstmesse eine Evangelienharmonie, in der Mercator die vier biblischen Evangelien miteinander verglich. Sie sollte auch der Arbeit an der Kosmografie zugutekommen.
Die Erstellung der Kosmografie füllte auch die letzten Lebensjahre des Kartographen. Kurz vor seinem Tod stellte Mercator noch die Schöpfungsgeschichte fertig, die als Einleitung des Hauptwerkes dienen sollte. Daneben entstanden in der Werkstatt weitere Karten, unter anderem von Großbritannien und Nord- sowie Osteuropa. Auch korrespondierte er weiterhin mit Geistesgrößen seiner Zeit, unter anderem dem Zürcher Gelehrten Wolfgang Haller. Mercator empfing auch Besucher in seinem Haus, darunter den Utrechter Juristen Arnoldus Buchelius.

### Lebensende und Tod

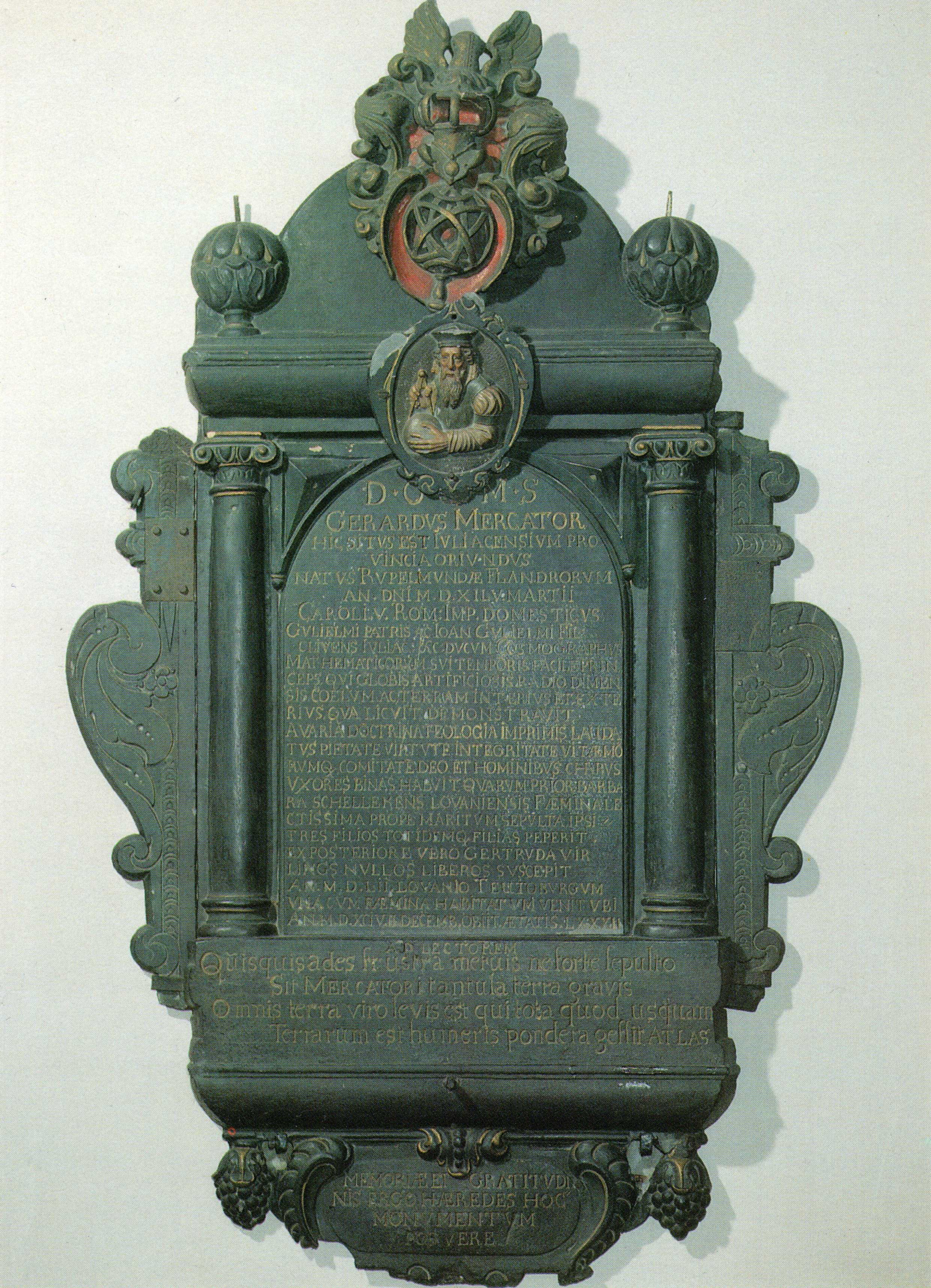
Mercator-Epitaph in der Duisburger Salvatorkirche

Die weitere Arbeit an der Kosmografie wurde von mehreren Todesfällen in der Familie und seinem Freundeskreis überschattet. Mercators Ehefrau Barbara, geborene Schellekens, mit der er über 50 Jahre lang verheiratet gewesen war, starb am 24. August 1586. Kurze Zeit später verstarb auch der erstgeborene Sohn Arnold, den er zu seinem Nachfolger aufgebaut hatte. Mit dem Tod des Förderers Wilhelm V. am 5. Januar 1592 endete die Unterstützung vonseiten des Landesherrn; dessen Nachfolger Johann Wilhelm war zeitweise regierungsunfähig.
Die verbliebenen Söhne und Enkel unterstützten den Kartografen in seiner Werkstatt. Mercator heiratete noch einmal, und zwar Gertrud geborene Vierlings verwitwete Moer. In den letzten Lebensjahren litt Mercator vermehrt an der Gicht, die Krankheit hinderte ihn immer wieder am Weiterarbeiten an seiner Kosmografie. Am 5. Mai 1590 erlitt er einen Schlaganfall, der eine Lähmung der linken Körperhälfte hervorrief. Mercator wurde nun von seinen Schwiegertöchtern gepflegt, schrieb aber auch in diesem Zustand noch weiter.
Der Kartograf ließ sich in den folgenden fünf Jahren mit einem Tragesessel von seiner Schlafstätte in die beheizten Zimmer der Werkstatt und des Wohnhauses tragen. Im Spätherbst 1593 wurde Mercator von einem erneuten Hirnschlag getroffen. Zeitweise gelang es ihm nicht mehr zu sprechen, und nur unter größter Mühe konnte er Nahrung aufnehmen. Der befreundete Arzt Reiner Solenander besuchte den Schwerkranken; mit der Zeit besserte sich die Sprachstörung wieder.
Am Vormittag des 2. Dezembers 1594 starb Gerhard Mercator in Duisburg. Sein Hauptwerk blieb unvollendet. Begraben wurde der Kartograf in der Duisburger Salvatorkirche. Hier entstand ein prächtiges Epitaph, das bis heute erhalten ist. Die Hinterbliebenen, insbesondere die Familie Mercators, veröffentlichten noch im Todesjahr den Atlas als Kompilation aller unvollendeten Werke. Die Benennung des Werkes nach einem mythischen antiken Herrscher, nicht nach dem gleichnamigen Titan, war noch von Mercator selbst veranlasst worden.

### Ehen und Nachkommen
Gerhard Mercator heiratete am 3. August 1536 die Löwener Bürgertochter Barbara Schellekens. Die Familie Schellekens besaß ein Haus hinter dem Augustinerkloster in der Stadt; Barbaras Eltern Jan und Johanna (geborene Switten) gehörten zur städtischen Oberschicht. 1537 wurde dem Paar der erste Sohn geboren; insgesamt gingen aus der Ehe sechs Kinder hervor, die alle das Erwachsenenalter erreichten. Barbara Mercator starb am 24. August 1586 in Duisburg. Das Ehepaar begründete eine Kartografendynastie, noch der Urenkel Rumold († 1656) entwarf und zeichnete Karten. Nachfahren der Familie existieren bis heute. Die Kinder waren:

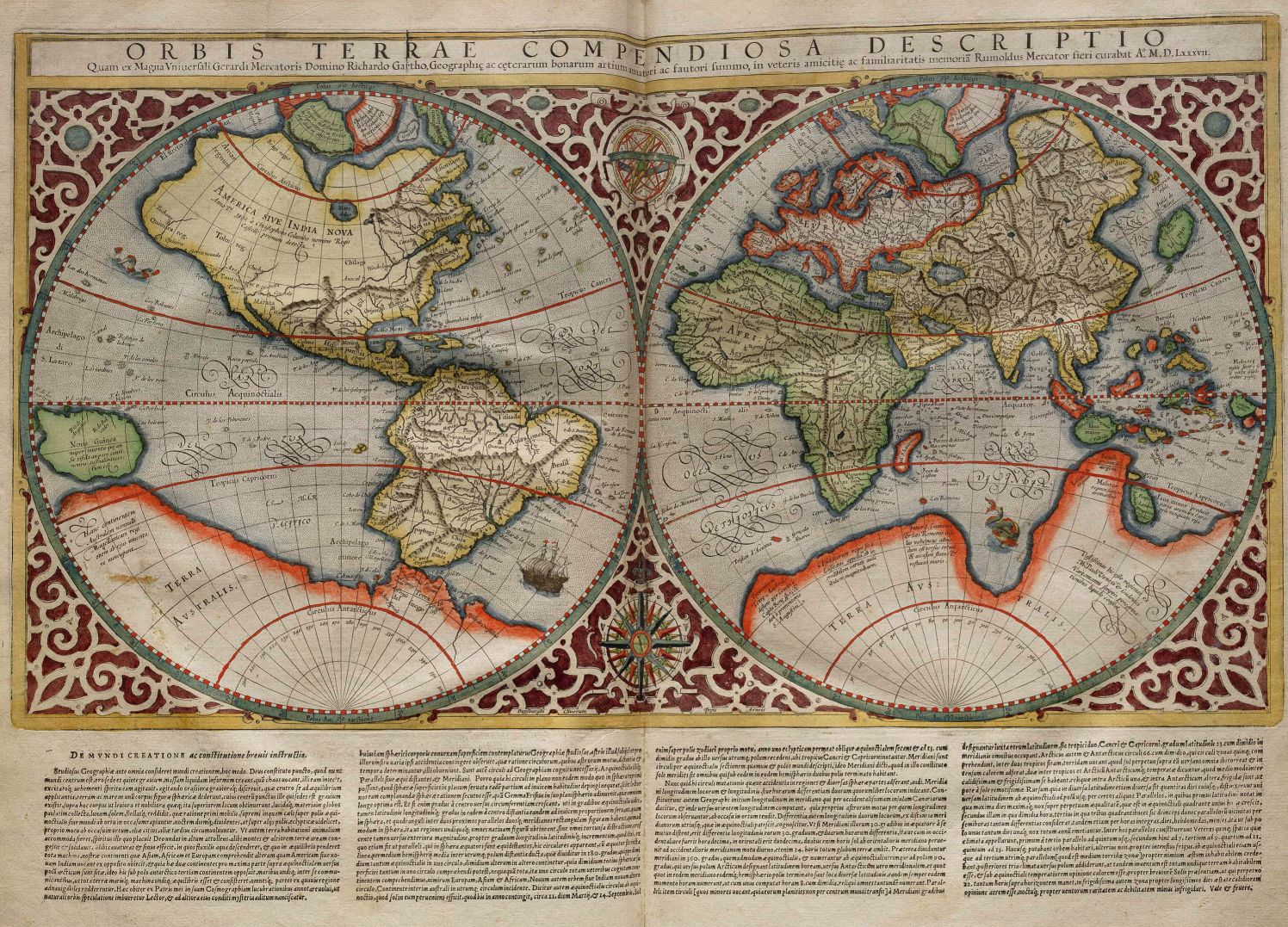
1587 erschien eine von Rumold Mercator gestochene Weltkarte in stereografischer Projektion

- Arnold (1537–1587): Arnold Mercator erhielt als Erstgeborener Unterricht durch den Vater. Bereits 1558 veröffentlichte er eine Karte von Island, die heute als sein Meisterstück angesehen wird. In der Folgezeit war Arnold für den Trierer Erzbischof Johann VI. von der Leyen, insbesondere als Landvermesser, zuständig. Arnold Mercator starb am 6. Juli 1587 und hinterließ 13 Kinder, darunter die für den Großvater tätigen Kupferstecher Johannes Mercator (um 1562–1595), Gerhard II. Mercator (1563–1627) und Michael Mercator († 1614).
- Emerentia (1538–1567), verheiratete Molanus: Emerentia Mercator heiratete den verwitweten protestantischen Schulrektor Johannes Molanus, der zum Gelehrtenkreis des Vaters gehörte. Emerentia starb bei der Geburt eines Kindes mit 29 Jahren.
- Dorothea (1539–1574/1575), verheiratete Six. Über Dorothea Mercator ist nur sehr wenig bekannt. Sie heiratete Alard Six, mit dem sie zwei Töchter bekam. Eine zweite Ehe ging sie mit Tilman de Neuville in Bremen ein. Ihr Sohn war Gerhard von Neufville, der ein bekannter Gelehrter in Bremen wurde.
- Bartholomäus (1540–1568): Bartholomäus wurde vom Vater zum Instrumentenbauer und Kartografen ausgebildet. Bereits mit 22 Jahren übernahm Bartholomäus Vorlesungen am Duisburger Gymnasium. Ab 1567 studierte er an der Universität in Heidelberg Theologie und Griechisch.
- Rumold (1541–1599). Rumold erhielt seine Ausbildung in Duisburg und Bremen bei seinem Schwager Johannes Molanus. Er wurde später Mitarbeiter des Verlagshauses Birckmann aus Köln und arbeitete für die Firma auch in London. Ab 1587 erhielt er das Duisburger Bürgerrecht. Von Rumold sind mehrere Karten überliefert. Er gab auch den Atlas seines Vaters posthum heraus. 1559 wurde Rumold Mitglied des Rates der Stadt Duisburg. Bei seinem Tod hinterließ er mehrere unmündige Kinder, darunter den späteren Duisburger Ratsherrn Gisbert Mercator († 1664).
- Katharina (* 1542), verheiratete Verhaer: Über die jüngste Tochter Katharina ist kaum etwas bekannt. Sie war mit Theodoor Verhaer verheiratet.

Nach dem Tod seiner Frau Barbara heiratete Gerhard Mercator 1587 mit 74 Jahren erneut. Seine zweite Ehefrau, die zehn Jahre jüngere Gertrud geborene Vierlings, war die Witwe des ehemaligen Duisburger Bürgermeisters Ambrosius Moer. Die Familien waren bereits zuvor eng miteinander verbunden gewesen, denn der jüngste Sohn Rumold Mercator hatte die Tochter der Gertrud Vierlings geheiratet.

## Werke
Gerhard Mercator schuf eine große Anzahl an Werken, von denen sich die meisten bis heute erhalten haben. Weitere Objekte können über die Quellen erschlossen werden (sie sind mit einem † markiert). Dabei sind drei große Werkgruppen voneinander zu unterscheiden, die jeweils eng mit einer Lebensphase des Kartografen verbunden werden können. Während seiner Ausbildung und in den ersten Jahren in Löwen entstanden überwiegend Globen und astronomische Instrumente, bei denen Mercator sich an bereits existierenden Vorbildern orientierte. Spätestens mit dem Umzug nach Duisburg spezialisierte sich die Werkstatt Mercator auf große, mehrteilige Wandkarten. Erst in den späten Jahren ab 1569 wandte sich der Meister dann vor allem theologischen oder historischen Texten zu.
Dabei stand früh fest, dass Mercator die einzelnen Arbeiten in ein großes, übergreifendes Werk zusammenzufassen plante. Entstehen sollte eine Kosmografie, die zunächst auf fünf Teile ausgelegt war. Als Einzelelemente waren die biblische Schöpfungsgeschichte, eine Astronomie, eine Geografie in drei Teilen, eine Genealogie und eine Chronologie vorgesehen. Thomas Horst vermutet, dass Gerhard Mercator den Plan für sein Opus magnum bereits in seiner Antwerpener Zeit zwischen 1532 und 1534 fasste. Die meisten Veröffentlichungen, die eng mit der Kosmografie in Zusammenhang stehen, datieren jedoch erst auf die letzten Lebensjahre in Duisburg. Das Werk blieb deshalb auch unvollendet. Erschienene Teile sind mit einem K in Klammern gekennzeichnet.
Die Bedeutung der einzelnen Werke für die Zeitgenossen und ihre Rezeption bis in die heutige Zeit ist in der Mercatorforschung umstritten. Als eines der Hauptwerke muss die Wandkarte von Europa von 1554 bezeichnet werden. Mit ihrer innovativen Projektion, die als Revolution für die Seefahrt angesehen werden kann, steht außerdem die Weltkarte von 1569 im Zentrum der Aufmerksamkeit. Daneben wird auch der posthum herausgegebene Atlas, dessen Name die Bezeichnung für ein Kartenwerk bis heute prägen sollte, zu Mercators Hauptwerken gezählt.
Mercator arbeitete bei der Herstellung jedes Objekts äußerst gewissenhaft. Er orientierte sich bei den meisten Arbeiten an den Vorlagen aus der griechisch-römischen Antike, wobei die Werke des Claudius Ptolemäus eine überragende Bedeutung hatten. Dabei nahm der Kartograf aber auch zeitgenössische Erkenntnisse, insbesondere solche der Entdecker, in seine Arbeiten mit auf. Regelmäßig entschied sich Mercator gegen die antiken Autoritäten, wenn neuere Forschungen ihre Annahmen widerlegten. Für die Chronologie von 1569 können insgesamt 123 Quellen ausgemacht werden. Als Grundlage für eine christliche Wissenschaft spielte auch die Bibel für den Kartografen eine große Rolle.

### Globen und astronomische Instrumente

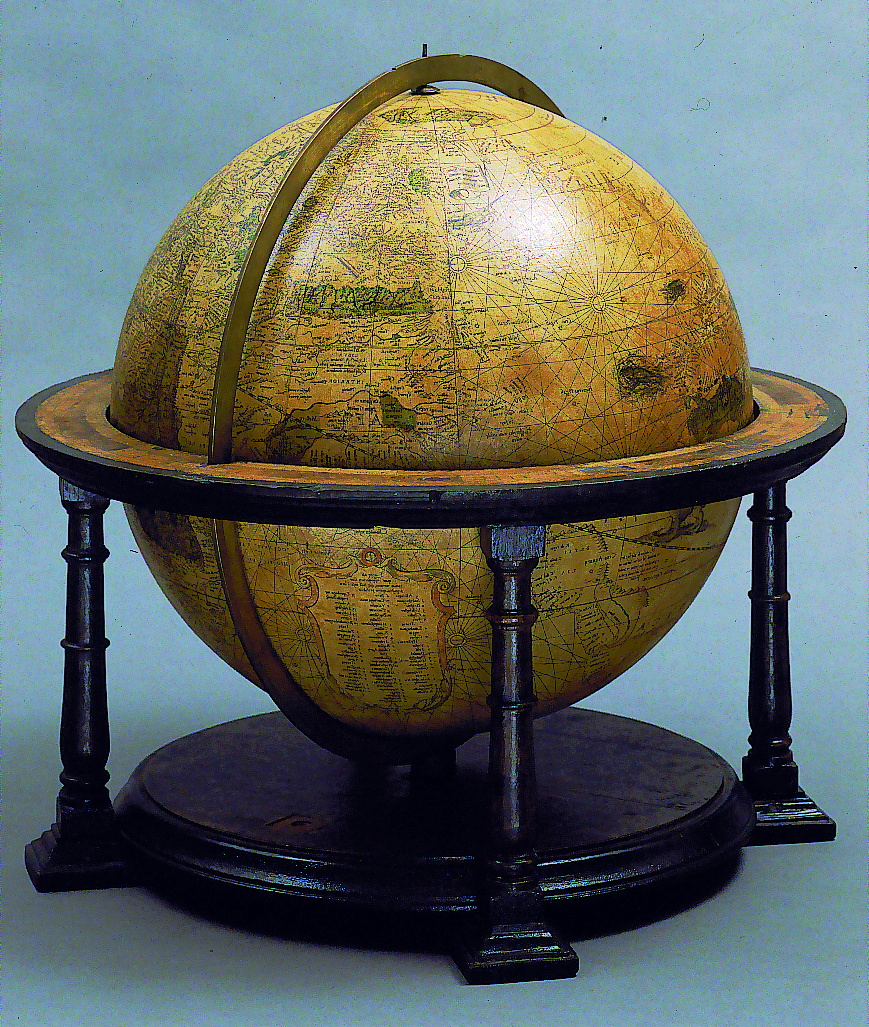
Mercator-Erdglobus von 1541, Exemplar im Kultur- und Stadthistorischen Museum Duisburg

- Frisius Erd- und Himmelsglobus:[23] Erstmals namentlich trat Gerhard Mercator auf einem 1536 erschienenen Erdglobus in Erscheinung, dessen Konzeption dem Löwener Mathematiker Gemma R. Frisius zugeordnet werden kann. Zusammen mit dem Druckplattenmacher Gaspard van der Heyden schuf Mercator den Kupferstich. Wahrscheinlich zeichnete der junge Kartograf auch das Kartenbild ins Reine und beteiligte sich am Aufziehen der Globensegmente. Ein Jahr später brachte Frisius einen ebenfalls 37 Zentimeter im Durchmesser großen Himmelsglobus heraus. Wieder war Mercator an der handwerklichen Ausführung beteiligt.
- Mercator-Erdglobus von 1541:[24] Nach seiner Zusammenarbeit mit Frisius plante Mercator spätestens ab 1539 die Herstellung eines eigenen Erdglobus, der die Entdeckungen der Portugiesen in Indien darstellen wollte. Das Werk erschien 1541 in Löwen und stellte mit einem Durchmesser von 41 Zentimetern den damals größten Erdglobus dar. Wahrscheinlich sollte das Werk dem Kaiser Karl V. dediziert werden. Mercator wollte aber den Globus auch einer praktischen Nutzung zuführen: Das Einzeichnen von Loxodromen sollte der Seefahrt nützen. Der Globus war allerdings aufgrund seiner Form für eine Nutzung an Bord eines Schiffs ungeeignet.
- Mercator-Himmelsglobus von 1551:[24] Zehn Jahre nach der Veröffentlichung des Erdglobus erschien ein ebenfalls 41 Zentimeter im Durchmesser zählender Himmelsglobus. Der Erdglobus verkaufte sich weiterhin gut, wurde nun allerdings vor allem im Paket mit dem Himmelsglobus erworben. Mercator etablierte hierdurch ein Verkaufsformat, das bis ins 18. Jahrhundert Erfolg haben sollte. Insgesamt wurden auf dem Himmelsglobus 50 Sternkonstellationen dargestellt, die über zeichnerische Darstellungen sichtbar gemacht wurden. Mercator orientierte sich an älteren Vorlagen, unter anderem der Sternkarte von Albrecht Dürer.
- Astronomische Instrumente für Karl V.[25] (†): Die engen Verbindungen mit dem habsburgischen Kaiserhaus und die hohe Meinung Kaiser Karls V. über den Kartografen führten dazu, dass Mercator einen astronomischen Ring schuf, der sich heute nicht mehr erhalten hat. Bei einer Audienz mit Karl im Jahr 1554 erhielt er außerdem den Auftrag, ein ganz besonderes Globenpaar anzufertigen. Es handelte sich um einen kleinen Erdglobus, der in einen größeren Himmelsglobus aus Kristall eingelegt werden konnte. Der durchsichtige Globus ermöglichte es dem Betrachter von außen, gottgleich auf die Erde und den Sternenhimmel zu blicken. Das Globenpaar ging wohl während der Napoleonischen Kriege verloren. Erhalten hat sich lediglich eine Art Gebrauchsanweisung, die Mercator für Karl V. schuf.
- Astrolabien:[26] Obwohl bereits früher bekannt war, dass Mercator auch Astrolabien geschaffen hatte, gelang es erst 1992 ein Instrument dem Kartografen eindeutig zuzuordnen. Heute sind drei Astrolabien aus der Hand Mercators bekannt. Während das älteste der drei wohl noch in Löwen geschaffen wurde, datieren die beiden jüngeren Objekte wahrscheinlich bereits auf die Duisburger Zeit. Alle wurden aus Blech hergestellt und können mit lediglich einem Tympanon gleichzeitig bestückt werden.

### Wandkarten

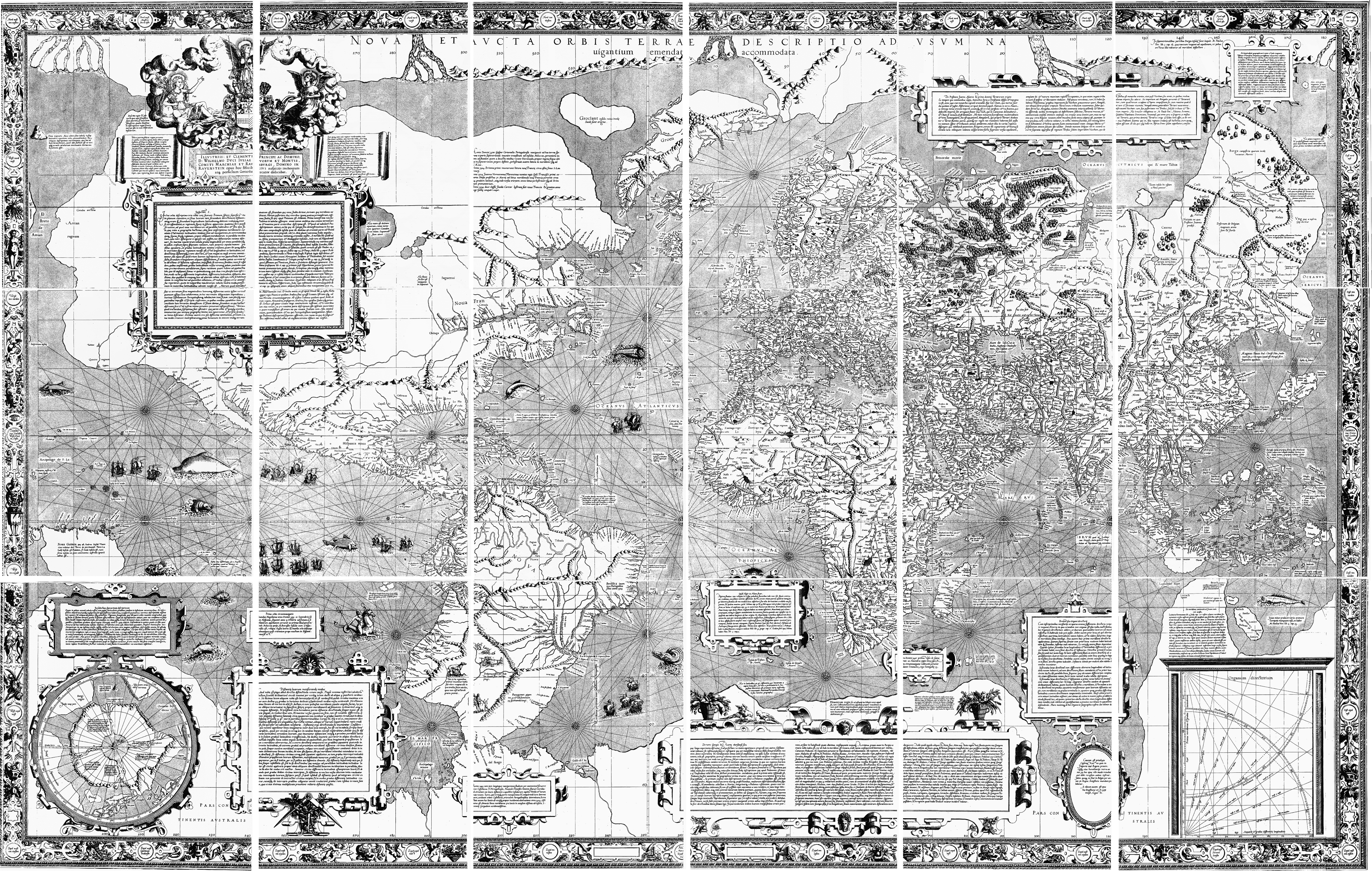
Die Weltkarte von 1569 bildete den Höhepunkt des kartografischen Schaffens Mercators

- Karte des Heiligen Landes: Bei der Karte des Heiligen Landes von 1537 handelt es sich um das erste selbstständige Kartenwerk Mercators. Der Kartograf orientierte sich bei der Anlage der Karte an den in den beiden Testamenten genannten Städten und Orten. So entstand eine aus sechs Einzelkarten kombinierbare Wandkarte. Mercator legte besonderen Wert auf die Darstellung des Zuges der Israeliten durch die Wüste. Die Karte wurde vielfach nachgefragt, der Verkauf war langanhaltend.
- Weltkarte von 1538:[27] Die Weltkarte von 1538, auch „Orbis imago“ genannt, war ein Kupferstich, der als Einblattdruck erschien. Mercator stellte die Welt hier in doppelherzförmiger Projektion (ähnlich der Bonneschen Projektion) dar. Die Karte war die erste, auf der die beiden Amerikas einheitlich als Doppelkontinent Amerika bezeichnet wurden. Die Karte wurde ein großer Verkaufserfolg. Noch 1602 erschienen Nachdrucke dieser Karte.
- Flandernkarte:[28] Bei der Flandernkarte von 1540 handelt es sich um das politischste Werk Mercators. Nachdem die spanischen Niederlande unter der Statthalterin Maria von Ungarn von Aufständen erschüttert worden waren, die schließlich von Kaiser Karl V. niedergeschlagen wurden, wollten die Kaufleute von Gent dem alten und neuen Herrn ein Geschenk verehren. Mercator schuf die Karte binnen weniger Monate. Sie weist Verzierungen in Form von Wappen der Adelsgeschlechter Flanderns auf.
- Europakarte: Die Europakarte wurde bereits in Löwen entwickelt, erste Kupferplatten waren schon gestochen, aber erst in Duisburg veröffentlicht. Sie besteht aus insgesamt 15 Blättern, die zusammengesetzt werden können. Zwar gelang es Mercator, für die Karte ein Privileg des Kaisers und eines des Senats von Venedig zu erhalten, dennoch kursierten schnell Raubdrucke. Deshalb gab der Kartograf 1572 eine zweite Auflage der Karte heraus, auf der einige Fehler der ersten Version ausgebessert worden waren.
- Lothringenkarte (†): Bei der Mercator-Lothringenkarte von 1564, die heute verschollen ist, handelte es sich um eine Auftragsarbeit für den lothringischen Herzog Karl III. Auf der Reise nach Lothringen zur Durchführung entsprechender Vermessungsarbeiten erlebte er offenbar einen Unfall oder wurde Opfer eines Überfalls. Der Aufbau der Lothringenkarte lässt sich aus der Karte im Atlas von 1595 rekonstruieren.
- Karte der Britischen Inseln: Die Karte der Britischen Inseln gab Mercator im Jahr 1564 heraus. Anders als die anderen Karten aus der Duisburger Zeit orientierte sich der Kartograf bei der Erstellung an älteren Vorlagen. Die Karte besteht aus acht Einzelblättern und wurde nicht genordet, sondern ist nach Westen ausgerichtet.
- Weltkarte von 1569:[29] Den Höhepunkt seines kartografischen Schaffens erreichte Mercator mit der Weltkarte von 1569. Zugleich handelt es sich um die letzte große Wandkarte aus den Händen Mercators. Sie setzt sich aus 21 Blättern zusammen und weist insgesamt 16 Texte verschiedener Länge auf. Dargestellt ist die Welt in der später sogenannten Mercator-Projektion mit wachsenden Breiten. Mercator orientierte sich bei der Erstellung an einer Vielzahl an Vorlagen. Immer wieder griff er auch auf politische und gesellschaftliche Debatten des 16. Jahrhunderts zurück.

Karte des Heiligen Landes
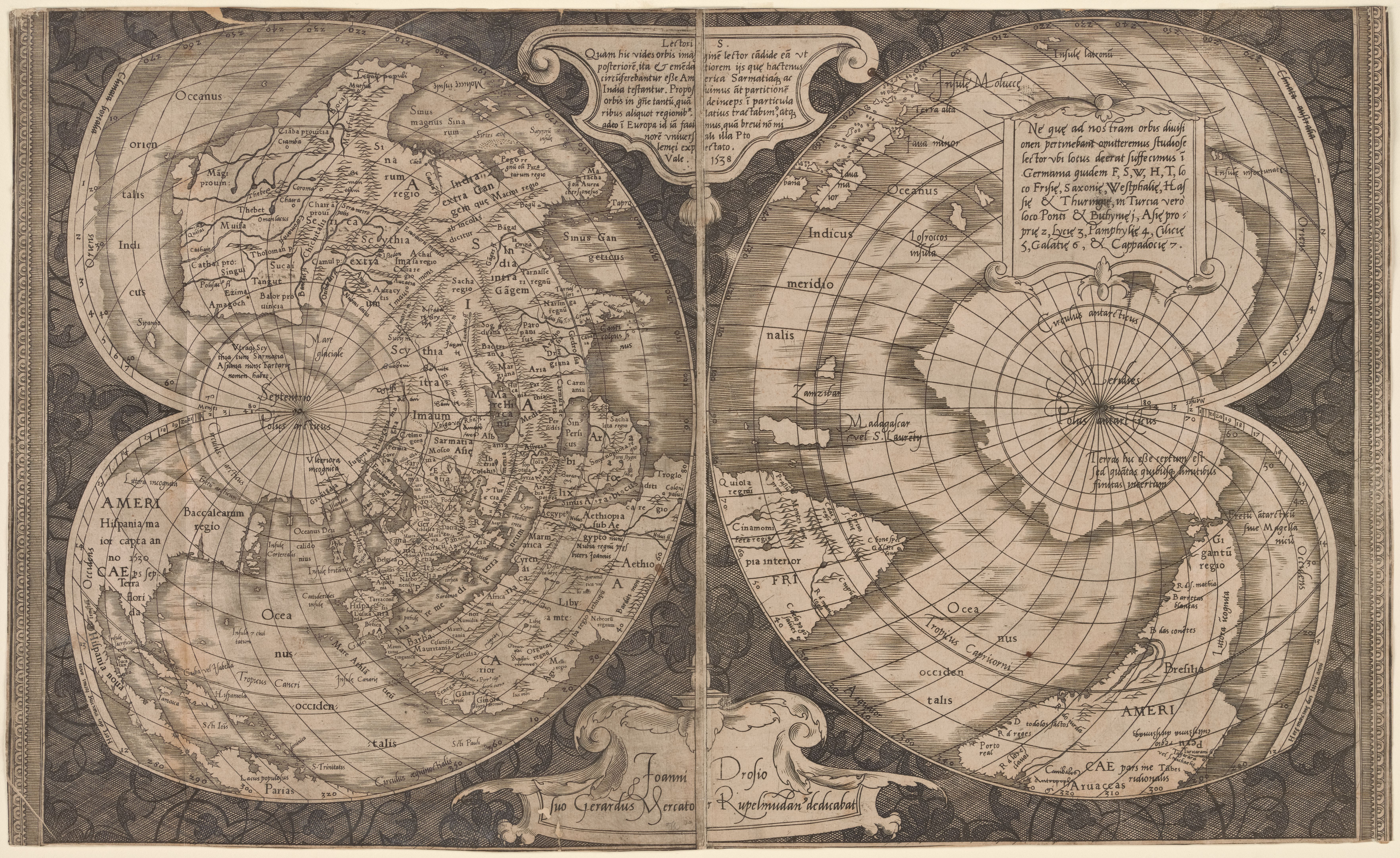
Weltkarte von 1538
Flandernkarte
Europakarte von 1572

### Schriften und Kartenwerke

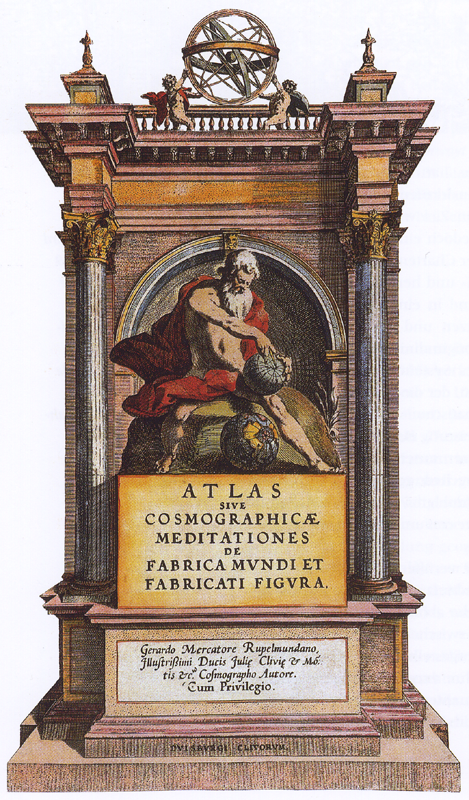
Titelkupfer des Atlas von 1595

- Literarum latinarum, quas italicas, cursoriasque vocant, scribendarum ratio:[30] Beim ersten schriftlichen Werk, das von Mercator überliefert ist, handelt es sich um ein schriftenkundliches Kompendium. Es erschien 1540 bzw. 1541 im Verlag des Rutger Rescius in Löwen, später im Antwerpener Verlag Jan Richard. Es besteht aus 56 Seiten und behandelt die korrekte Niederschrift der Kursive auf Karten und in Texten. Das Werk wendete sich an andere Kartenhersteller, wurde jedoch auch von Kaufleuten geschätzt, da Mercator hier eine Möglichkeit einführte, platzsparend aber zugleich leserlich zu schreiben.
- Chronologia (K): Die sogenannte Chronologia war das erste Werk, das eindeutig mit der geplanten Kosmografie in Verbindung stand. Sie erschien 1569 und lehnte sich in ihrem Aufbau eng an die mittelalterlichen Chroniken an. Daneben rezipierte Mercator auch immer wieder moderne, naturwissenschaftliche Erkenntnisse seiner Zeit. Der Hauptteil umfasst eine chronologische Jahresaufzählung von der Erschaffung der Welt bis ins 16. Jahrhundert. Außerdem werden auch Tafeln zu Sonnen- und Mondfinsternissen oder theologische Überlegungen überliefert.
- Tabulae Geographicae[31] (K): Die Tabulae Geographicae erschienen 1578 beim Kölner Verleger Gottfried von Kempen als weiteres Element der geplanten Kosmografie. Mercator stellte die Karten des Claudius Ptolemäus neu zusammen und ließ sie von seinem Sohn Arnold und seinem Enkel Johannes Mercator überarbeiten. Insgesamt wurden 27 bzw. 28 Karten geschaffen, daneben schuf Mercator einen Ortsnamenindex. Eine Zweitauflage brachte der Kartograf 1584 unter dem Namen Libri Octo heraus. Das Werk erlebte weitere Neuauflagen nach dem Tod Mercators.
- Kommentare zu Bibelstellen:[32] In seinen letzten Lebensjahren betätigte sich Mercator verstärkt auch als Exeget der Bibel, wie Walter Ghim in seiner Biografie erwähnt. Während der hier genannte Kommentar zur Apokalypse und zu einigen Kapiteln des Ezechiel nicht erhalten sind, existiert ein Römerbrief-Kommentar in handschriftlicher Form. Die Kommentare waren nicht zur Publikation vorgesehen, sondern dienten zur Positionierung Mercators in religiösen Fragen, insbesondere der Prädestinationslehre.
- Evangelienharmonie[33] (K): 1592 erschien als weiteres Element der Kosmografie die Evangelienharmonie, vielleicht beim Kölner Verlag von Kempen. Mercator legte darin die vier Evangelien nebeneinander und verglich sie insbesondere in Bezug zur Zeitrechnung. Ihm war aufgefallen, dass das Jahr der Passion Christi in vielen Chronologien vergessen wurde.
- Atlas sive cosmographicae meditationes de fabrica mundi et fabricati figura[34] (K): In seinen letzten Lebensjahren brachte Mercator in insgesamt drei Lieferungen mehrere Karten heraus, die Teil des Kosmografie-Projektes waren. Als Sammelwerk erschien der sogenannte Atlas, der die zeitgenössische Geografie abbilden sollte, allerdings erst posthum 1595. Im Werk findet sich, neben den eigentlichen Karten, die auch von Kindern und Enkeln des Kartografen gestochen worden waren, ein ausführlicher Schöpfungsbericht aus der Hand Mercators. Hier wurde auch die Mercator-Biografie des Walter Ghim abgedruckt. Daneben finden sich weitere Würdigungen von Weggefährten und Freunden. Das Werk erlebte schnell Neuauflagen und bildete die Grundlage für den Mercator-Hondius-Atlas des 17. Jahrhunderts.

### Korrespondenz
Mercator kommunizierte mit einem europäischen Forscherkreis vor allem über Briefe. Die Korrespondenz wurde spätestens mit dem Ende seiner Reisetätigkeit zum bedeutendsten Kommunikationsmittel des Kartografen. Dabei wurden in den Briefwechseln auch geschäftliche und private Themen behandelt. Zuallererst dienten die Briefe jedoch der Mitteilung seines Denkens und seiner Gedanken über das Weltgeschehen. Der Kernbestand der Mercator-Briefe ist seit dem 19. Jahrhundert bekannt, immer wieder tauchen allerdings neue Einzelbriefe auf. Heute (Stand: 2023) können 83 Briefe identifiziert werden, die entweder von Mercator selbst geschrieben wurden oder an ihn gerichtet waren.
Besondere Bedeutung hat dabei die Korrespondenz mit Johannes Molanus, der mit der Hochzeit von Mercators Tochter Emerentia im Jahr 1560 dessen Schwiegersohn werden sollte. Im Zentrum stehen hier vor allem Briefe von Molanus an Mercator, die zwischen 1559 und 1577 abgeschickt wurden. Beide Männer tauschen sich vor allem über die religionspolitischen Entwicklungen in Duisburg und Bremen aus und geben darüber hinaus auch Einblick in ihre theologischen Ansichten. Religion thematisierte Mercator auch in den Briefen mit Wolfgang Haller, Aggäus Albada und Rudolf Gwalther.
Konkrete Handlungsanweisungen zum Bau von Globen stehen im Vordergrund des Briefwechsels mit dem Nürnberger Arzt und Naturforscher Joachim Camerarius dem Jüngeren. Solche geschäftlichen Briefwechsel sind auch in der Korrespondenz mit Christoph Plantin, Heinrich Rantzau und Abraham Ortelius, aber auch die Briefe mit John Dee auszumachen. Eine weitere Gruppe steht im Zusammenhang mit der Herrschaft. Mercator schrieb mit klevischen Räten, dem Bischof und Studienfreund Antoine Perrenot de Granvelle, aber auch mit den römisch-deutschen Kaisern Karl V. und Rudolf II. Hier werden auch tagespolitische Ereignisse angesprochen und behandelt.

### Weiteres

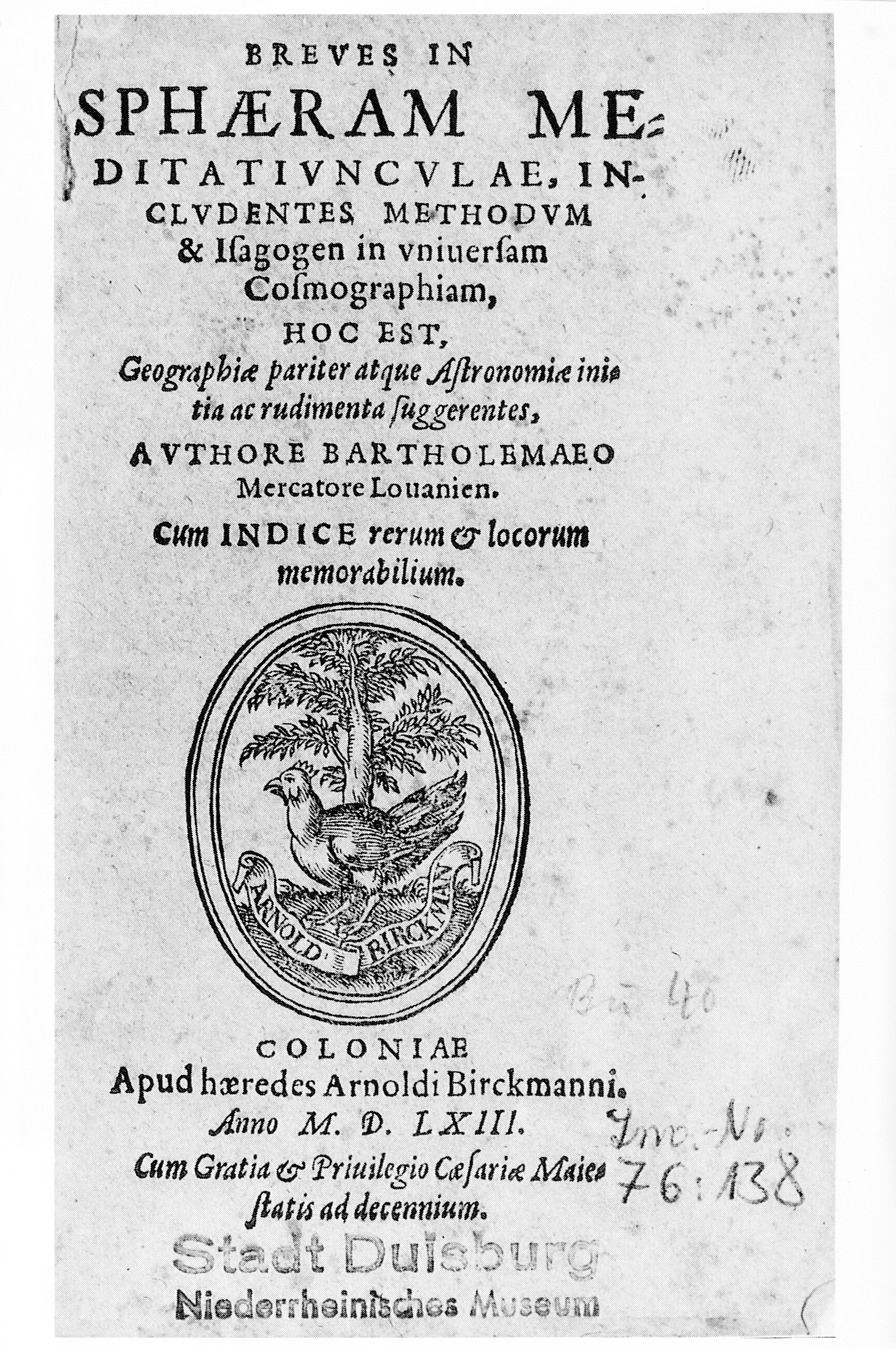
Titelblatt der Vorlesungsausarbeitung von Bartholomäus Mercator

Mercators Einfluss auf die Werke seiner Söhne und Enkel war groß. Insbesondere die Arbeiten, die sie als Teil der Werkstatt Mercator anfertigten, waren oft stark von Vorbildern aus der Hand des Vaters bzw. Großvaters beeinflusst. Die Vorlesungsausarbeitung des Bartholomäus Mercator, die dieser im Jahr 1563 bei Birckmann in Köln publizierte, verzichtete explizit auf die Darstellung einer Kosmografie, um das damals bereits geplante Opus magnum des Vaters nicht zu beeinflussen. Das Breves in sphaeram meditatiunculae genannte Werk griff auf viele Informationen zurück, die Gerhard Mercator in seiner Vorlesung am Duisburger Gymnasium in den Jahren zuvor behandelt hatte. → siehe auch: Breves in sphaeram meditatiunculae
Kartografische Arbeiten der Kinder wurden ebenfalls von Vorbildern aus seiner Hand beeinflusst. So stellte die Weltkarte von Rumold Mercator, die dieser im Jahr 1587 herausbrachte eine verkleinerte Umzeichnung der Karte von 1569 dar und übernahm auch unwidersprochen die dort auftauchenden Fehler. Die Weltkarte diente auch als Vorlage für die vier Kontinentkarten, die 1595 dem Atlas beigegeben worden waren. Sie wurden von Mercators Enkeln Johannes und Mercator junior geschaffen. Bereits fünf Jahre zuvor entstand die Germania-Wandkarte des Rumold, die auf der gleichnamigen Karte Gerhard Mercators von 1585 basierte und in der Forschung auch die Vermutung nährte, dass der alte Kartograf selbst an der Karte mitgearbeitet hat. → siehe auch: Mercator-Weltkarte von 1587 und Mercator-Germaniakarte von 1590
Daneben entstanden bereits zu Lebzeiten des Kartografen Raub- oder Nachdrucke, die an seine Werke angelehnt waren. Mercator ließ sich viele Arbeiten durch sogenannte Privilegien von Vertretern der Obrigkeit in gewissen Landstrichen schützen. Allerdings hinderte dies die Raubdrucker nicht daran, in anderen Territorien Nachahmungen zu erstellen. Besonders häufig wurde die Europakarte von 1554 ein Opfer der Drucker. Dies führte schließlich zu einer Neuauflage, die Mercator selbst 1572 herausgab.

## Rezeption

### Vormoderne
Die hohe künstlerische und technische Qualität, mit denen Mercator seine Produkte schuf, führten dazu, dass sein Name und der Name seiner Werkstatt bereits zu Lebzeiten zu einem Markennamen im geografischen Publikationswesen avancierten. Hierzu dürften auch die engen Verbindungen an das katholische habsburgische Kaiserhaus beigetragen haben. Karl V. setzte immer wieder auf Werke aus dem Hause Mercator. Mercator selbst tendierte, wenigstens offiziell, aber keiner Konfession eindeutig zu, sodass die Werke auch in protestantischen Territorien rezipiert wurden.

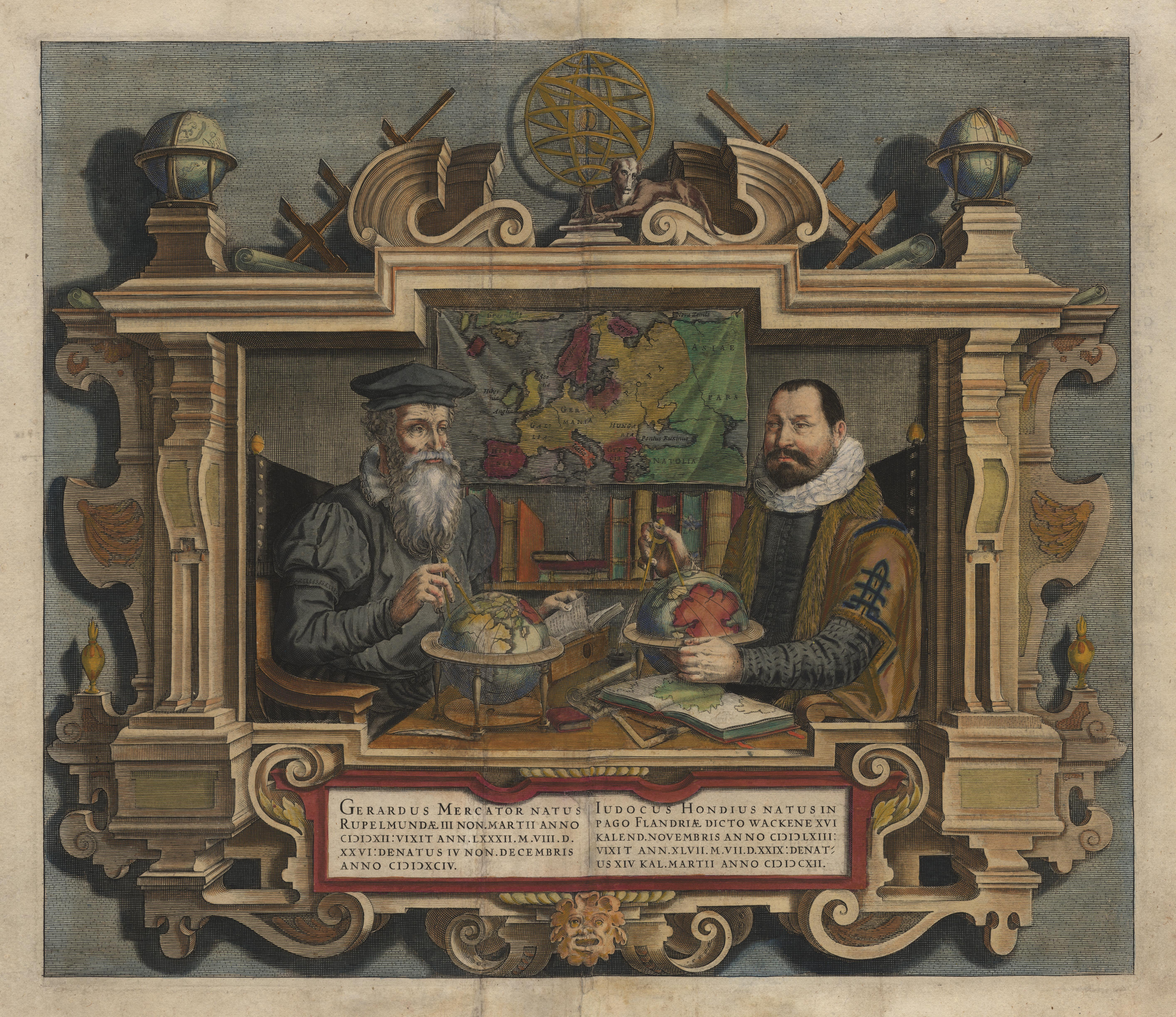
Der Mercator-Hondius-Atlas eröffnet mit einem Stich der beiden Namensgeber. Neben Jodocius Hondius wurde Gerhard Mercator dargestellt

Bereits mit seiner Karte des Heiligen Landes gelang es Mercator 1538 sich über die Konfessionsgrenzen hinweg als Autorität der Bibelauslegung zu etablieren. Karten und Globen fanden in der Folge reißenden Absatz, wie die erhaltenen Rechnungen der Druckereien Plantin in Antwerpen und Birckmann in Köln belegen. Auch die frühe Heirat in Löwen zeugen vom Auskommen des Kartografen durch seine Arbeiten. Manche Werke wie die Europakarte von 1554 und die Ptolemäus-Ausgabe von 1578 erlebten Neuauflagen, letztere sogar bis weit ins 18. Jahrhundert hinein.
Die Rezeption der kartografischen Innovationen, für die Mercator heute vor allem bekannt ist, erfolgte jedoch zu Lebzeiten nicht in gleichem Maße. Insbesondere die Weltkarte mit den wachsenden Breiten wurde von den Zeitgenossen nicht begeistert aufgenommen. Obwohl sich das Werk „ad usum navigantium“ in seinem Titel an Seefahrer richtet, war es wohl eher für andere Kartenmacher vorgesehen. Insbesondere die kaum vorhandenen Verzierungen und die hier geübte, zurückhaltende Bildsprache führte zu wenig Beifall in der zeitgenössischen Fachwelt. Die innovative Projektion wurde in der Folge fast 50 Jahre lang kaum beachtet und erst spät auf andere Karten übertragen.
Ganz anders gingen die Zeitgenossen mit dem posthum veröffentlichten Atlas um. Das Werk erlebte im Jahr 1602 bereits eine zweite Auflage, war allerdings ein Kartenwerk unter vielen. Der Name Atlas wurde von Mercator selbst eher als Gattungsbegriff für eine Kosmografie eingeführt, die Zeitgenossen verstanden unter einer Kartensammlung ein Orbis Theatrum (lat. Welttheater). Erst der Verkauf der Druckplatten durch die Enkel im Jahr 1604 und der Erwerb durch den Amsterdamer Verleger Jodocus Hondius veränderte den Blick auf das Werk. Hondius entfernte konsequent alles, was nichts mit den Karten zu tun hatte. So gelang es, den Mercator-Hondius-Atlas zum Kartenwerk schlechthin zu machen, das in der Folgezeit auch der ganzen Gattung den Namen gab.
Mercator selbst hatte sich über sein Netzwerk und seine Werke schon zu Lebzeiten einen Namen als Ptolemäus seiner Zeit gemacht, wobei solche Zuschreibungen nur einer kleinen Fachwelt bekannt waren. Die dem Atlas vorangestellte Vita durch den Duisburger Bürgermeister Walter Ghim zeichnete das Bild eines Freigeistes, der den akademischen Traditionen entwuchs, um Großes zu schaffen. In der Folge tauchte Mercator auch in den zeitgenössischen Zusammenstellungen über berühmte Männer auf. In Gessners Bibliotheca instituta von 1574 oder dem 1611 erschienenen Opus chronographicum des Petrus Opmeer wird aber vor allem sein Einfluss auf die Handschriften betont. Die Globen und Karten tauchen nur in einem Halbsatz auf.

### Moderne
Die moderne Mercatorforschung begann in der Zeit um 1869. Im Zentrum der Beschäftigung stand damals das 300-jährige Publikationsjubiläum der Mercator-Weltkarte von 1569. Diese Fokussierung auf Jubiläen und Jahrtage prägen die Veröffentlichungen über den Kartografen bis heute. So wurden um die Jahrtage 1962, 1994 und 2012 besonders viele Monografien und Aufsätze publiziert. Zunächst galt es jedoch Gerhard Mercator aus seiner relativen Vergessenheit herauszuholen und die grundsätzliche Erforschung seines Lebens voranzutreiben. Deshalb standen umfassende biografische Arbeiten am Anfang einer wissenschaftlichen Beschäftigung.
Im 19. Jahrhundert entwickelten sich zwei Forschungsansätze, die im Konflikt zueinander standen: Die inzwischen entstandenen Nationalstaaten Belgien und Deutschland vereinnahmten Mercator für sich und machten ihn zu einem frühen Vertreter der jeweiligen nationalen Sache. Auf belgischer Seite veröffentlichte Jean van Raemdonck „Gérard Mercator. Sa vie et ses œuvres“ 1869, auf preußisch-deutscher Seite stand Arthur Breusings „Gerhard Kremer gen. Mercator, der deutsche Geograph“ aus dem gleichen Jahr am Anfang. Die nationale Vereinnahmung Mercators wurde durch die Arbeiten Heinrich Averdunks fortgesetzt, der 1913 und 1914 darauf bestand, dass Mercator „nach seinem eigenen Entschluß ein Deutscher war“.
In der Folgezeit differenzierten sich die Veröffentlichungen zu Gerhard Mercator weiter aus. In den Fokus rückten weitere Fragestellungen, wie die religiöse und konfessionelle Ausrichtung Mercators. Erst in den 1990er Jahren gerieten Mercators nicht-kartografische Arbeiten in den Blick der wissenschaftlichen Forschung. Dabei trieb vor allem die Universität Duisburg-Essen mit ihren Mercator-Studien die Betrachtung Mercators als Universalgelehrten voran.
Spätestens seit der Jahrtausendwende besteht eine blühende Spezialforschung zu unterschiedlichen Themen aus dem Kosmos Mercator. In den Fokus rückt der Wissenstransfer in den Arbeiten Mercators genauso wie sein Netzwerk, das über persönliche Kontakte bis hin zur Erforschung der Korrespondenz reicht. Daneben etablierte sich eine mathematikhistorische Ausrichtung, die nach den Grundlagen zur Erstellung einzelner Werke sucht. Besondere Bedeutung erlangte hier das auf mehrere Bände angewachsene Opus Magnum „Ad Maiorem Gerardi Mercatoris Gloriam“ des ehemaligen Lehrers Friedrich Wilhelm Krücken.
Die nach Mercator benannte Projektion der Welt stieß in der globalisierungskritischen Rezeption ab den 1970er Jahren auf bis heute anhaltenden Widerspruch. Statt der verzerrenden Projektion, bei der Europa ein Vielfaches seiner eigentlichen Größe aufweist, schuf der deutsche Historiker Arno Peters eine „gerechte“ Weltkarte unter Einbeziehung der realen Größenverhältnisse der Kontinente (Gall-Peters-Projektion) und verband diese mit einer Absage an die Projektion nach Mercator. Die kritische Betrachtung Mercators in Hinsicht auf die Verbreitung kolonialistischer Narrative erfährt seit den 2020er Jahren zunehmend Beachtung.

## Nachwirken

### Porträts
Mercator wurde bereits zu Lebzeiten mehrfach porträtiert, daneben entstanden auch viele posthume Darstellungen des Gelehrten. Gernot Tromnau, der ehemalige Leiter des Duisburger Kultur- und Stadthistorischen Museum Duisburg, identifiziert vier authentische Darstellungen, ein weiteres Porträt des italienischen Malers Tizian oder seiner Werkstatt wurde erst in den letzten Jahren als Gerhard Mercator identifiziert. Es handelt sich um die 1541 geschaffene Darstellung eines sitzenden Mannes, der mit einem Globus gezeigt wurde. Das Ölgemälde ist heute in der Yale University Art Gallery in New Haven ausgestellt. Allerdings ist der Dargestellte nirgendwo benannt, sodass lediglich Indizien zur Identifikation mit Mercator führten.

Die unbenannte Darstellung Tizians aus dem Jahr 1541 soll Gerhard Mercator im Alter von 29 Jahren zeigen

Eindeutig kann Mercator dagegen auf einer Federzeichnung aus der zweiten Hälfte des 16. Jahrhunderts ausgemacht werden. Es wurde um 1994 in der Königlichen Bibliothek Brüssel entdeckt und befindet sich im hinteren Inneneinband eines Erbauungsbuches aus dem 14. Jahrhundert („Cordiale de quatuor novissimis“), das von Gerardus Vliederhoven geschrieben worden war. Mercator ist als Mann mittleren Alters dargestellt. Die Zeichnung wurde mit der Unterschrift „mercator“ versehen, der Künstler ist unbekannt.
Ein weiteres authentisches Porträt des Meisters hinterließ Johannes Corputius auf dem nach ihm benannten Plan Duisburgs. Der Schüler Mercators umgab sein Werk mit einem aus floralen Mustern bestehendem Rahmen. In den Ecken sind innerhalb von Medaillons vier Kopfbilder zu finden. Oben links scheint der Humanist und Theologe Georg Cassander dargestellt zu sein, oben rechts stellte sich Corputius als Zeichner des Stadtplanes selbst dar. Unten links wurde der Landesherr Wilhelm V. angebracht, ihm gegenüber auf der rechten Seite ist Gerhard Mercator auszumachen. Er trägt Bart und einen Hut.
Das bekannteste Porträt des Kartografen wurde 1574 vom Maler Hendrick Goltzius geschaffen und von Frans Hogenberg in Kupfer gestochen. Das Bruststück zeigt den gealterten Mercator mit langem Bart und einem Barett. Vor ihm wurde ein Globus postiert, auf dem der Kartograf mit einem Zirkel Entfernungen abmisst. Das Werk wird von einem halbkreisförmigen Schriftband eingefasst, das mit vier ehrenden Hexametern des Johannes Vivianus ausgestattet wurde. Unten beschreibt eine Inschriftentafel den Porträtierten und verweist auf Entstehungszeit und den Kupferstecher.
Als letzte authentische Darstellung gilt der Schieferschnitt, der auf dem Mercator-Epitaph in der Salvatorkirche in Duisburg angebracht wurde. Das Halbrelief ist in Komposition und Attributen an den weitverbreiteten Kupferstich von Goltzius/Hogenberg angelehnt. Es entstand kurz nach dem Tod des Kartografen im Jahr 1595. Mercator blickt direkt in Richtung des Betrachters und wird mit den Kennzeichen seiner Lähmung dargestellt, die ihn die letzten Lebensjahre prägte.
Neben den authentischen Darstellungen existieren eine Vielzahl an Porträts ohne eindeutige Zuordnung. So kursierten Stiche des Meisters in den einschlägigen Biografien großer Männer. Mercator findet sich auch in Sebastian Münsters Cosmographia dargestellt. Statt mit einem Zirkel wurde er hier mit einer Armillarsphäre gezeigt. Im Stadtmuseum Düsseldorf findet sich ein Porträt, das wohl erst nach dem Tod des Kartografen für die Bildergalerie des Herzogs von Kleve entstand.

### Denkmäler im öffentlichen Raum
In den ehemaligen Wirkungsstätten Mercators wurden eine Vielzahl an Erinnerungsorten geschaffen. Diese Gedenkstätten gehen auf die nationale Vereinnahmung im 19. Jahrhundert zurück, haben heute allerdings vor allem lokalen Charakter. Schulnamen verweisen auf die besondere Bedeutung, die Mercator auch als Lehrmeister und Dozent hatte. Besonders viele Denkmäler sind dabei in Gangelt bei Aachen und Duisburg in Deutschland und in Belgien Rupelmonde, Löwen und Antwerpen auszumachen. An weiteren Standorten sind ebenfalls Darstellungen Mercators zu finden.
Rupelmonde, die Geburtsstadt Mercators weist eine Vielzahl an Erinnerungsorten für den Kartografen auf. So nennt sich die Stadt in der belgischen Provinz Ostflandern auch „Stadt Gerhard Mercators“. Bereits 1869 entstand ein sieben Meter hohes Denkmal Mercators aus Bronze, das vom Künstler Frans van Havermaet geschaffen wurde. Die Gipsvorlage für die Statue findet sich im wenige Kilometer entfernten Stadthuis von Sint-Niklaas. 2012 wurde außerdem in Anwesenheit des belgischen Kronprinzenpaares ein weiteres Denkmal eingeweiht. Es zeigt den jungen Mercator und wurde vom Künstler Jozef De Laet geschaffen. In Rupelmonde finden sich mehrere Gedenktafeln, eine Straße erhielt den Namen „Gerardus-De-Cremer-Straat“ nach dem Geburtsnamen Mercators.
In Gangelt erinnert der sogenannte Mercatorpunkt an den Kartografen. Er wurde auf dem Schnittpunkt des 51. Breiten- und 6. östlichen Längengrades anlässlich des 500. Geburtstages des Universalgelehrten errichtet. Eine Inschrift erinnert an die ersten Lebensjahre, die Mercator in der Gemeinde verbrachte. Daneben erinnert eine Plakette des Künstlers Kurt Preuss am ehemaligen Rathaus Gangelts an Gerhard Mercator. Er ist auch Namensgeber einer Straße und einer Schule im Ort.
Antwerpen war nur kurze Zeit der Wohnort von Mercator. Allerdings ist die Stadt eng mit dessen Atlas verbunden, der auch durch den Antwerpener Abraham Ortelius beeinflusst wurde. Folgerichtig erinnert in Antwerpen das „Mercator-Orteliushuis“ an den kurzen Aufenthalt. In Löwen wurde der Kartograf in Form eines Reliefs am Rathaus verewigt, nachdem er bereits 1900 ein Denkmal des Künstlers Francois Julien Courroit erhalten hatte. Eine Straße an der Schelde, der sogenannte „Mercatorpad“ erinnert an den Kartografen. Hier entstand 2001 auch ein Denkmal durch den Künstler Raoul Biront.
In Duisburg, dem längsten Aufenthaltsort des Kartografen, ist sein Name allgegenwärtig. 1878 wurde der Mercatorbrunnen vor dem Rathaus eingeweiht, der vom Düsseldorfer Bildhauer Anton Josef Reiss geschaffen wurde. Die Stadt hat eine zentrale Geschäftsstraße in der Innenstadt nach dem Kartografen benannt. Hier findet sich auch eines von mehreren Mercator-Häusern. Am Standort des ehemaligen Wohnortes in der Oberstraße soll in den kommenden Jahren (Stand: 2023) das „Mercatorviertel“ entstehen.
Unter dem Namen „Hommage à Mercator“ wurde zur 450-Jahr-Feier des Geburtstags im Jahr 1962 eine große Stahlkugel des Künstlers Friederich Werthmann eingeweiht. Sie befindet sich heute in der Nähe des zukünftigen Mercatorviertels. Weitere Globen erinnern ebenfalls an Mercator. Als Standorte wurde der Duisburger Innenhafen nahe der Synagoge, das Kultur- und Stadthistorische Museum und ein Kreisverkehr in Duisburg-Huckingen auserkoren.
Weitere Mercator-Denkmäler finden sich in Brüssel im Park Petit Sablon. Die weiße Marmorfigur wurde um 1880 von Louis Pierre van Biesbrock geschaffen. Die erste Würdigung für Mercator auf den Britischen Insel entstand in Liverpool am Palm House im Selfton Park im Jahr 1898. Verantwortlicher Künstler war der Franzose Léon-Joseph Chavalliaud. An der Navigationsschule in Hamburg befindet sich ein Relief des Kartografen an der Außenwand des Gebäudes. Ebenso wurde er in der Fassade des Naturhistorischen Museums in Wien durch den Bildhauer Anton Strescha in Form einer Kopfbüste geehrt.
Weitere Erinnerungen an Mercator finden sich in Form von Namenspatenschaften. So wurde das Duisburger Mercator-Gymnasium, an dessen Vorgänger Mercator selbst lehrte, nach ihm benannt. Des Weiteren tragen eine Berliner Grundschule, ein Veranstaltungs- und Kongresszentrum (Mercatorhalle) in Duisburg, ein Einkaufszentrum in Duisburg-Meiderich sowie ein Moerser Berufskolleg den Namen des Kartografen. In Bonn-Gronau erhielt die sogenannte Mercatorfläche am Platz der Vereinten Nationen seinen Namen. 1985 erhielt die Kaserne im nordrhein-westfälischen Euskirchen, in der das Zentrum für Geoinformationswesen der Bundeswehr seinen Sitz hat, den Namen Mercator-Kaserne.

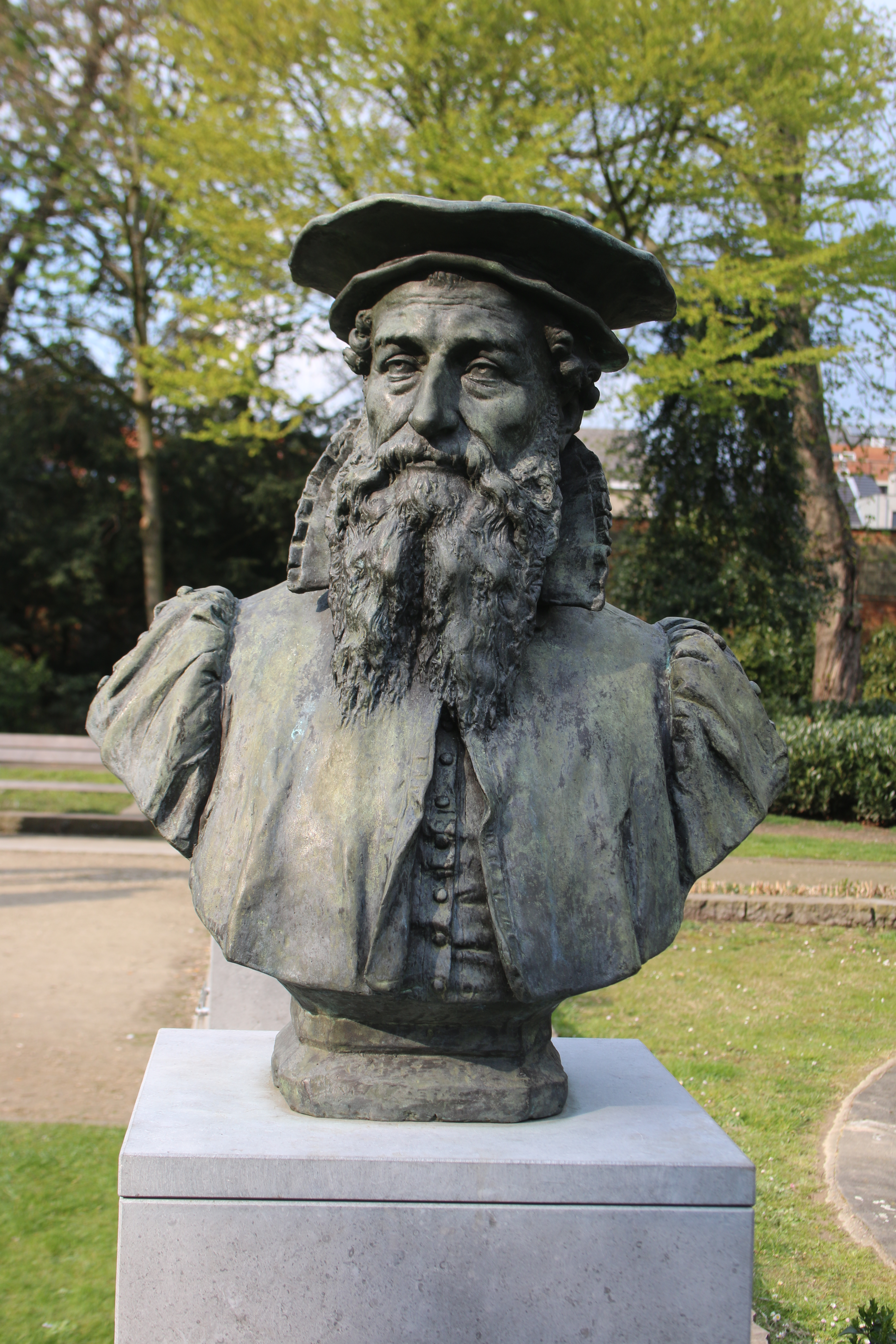
Porträtbüste Mercators in Sint-Niklaas, Belgien
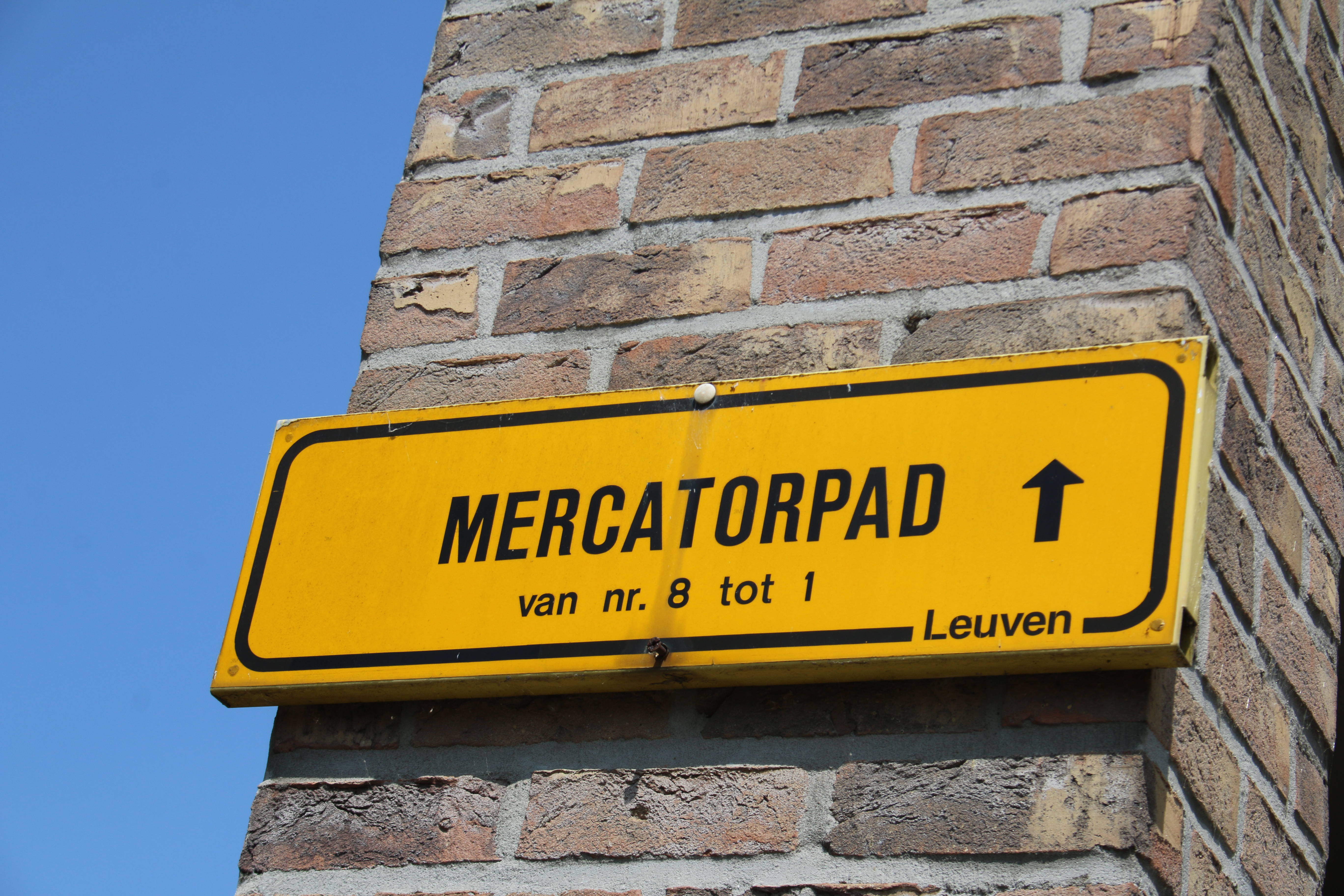
Straßenschild Mercatorpad in Löwen, Belgien
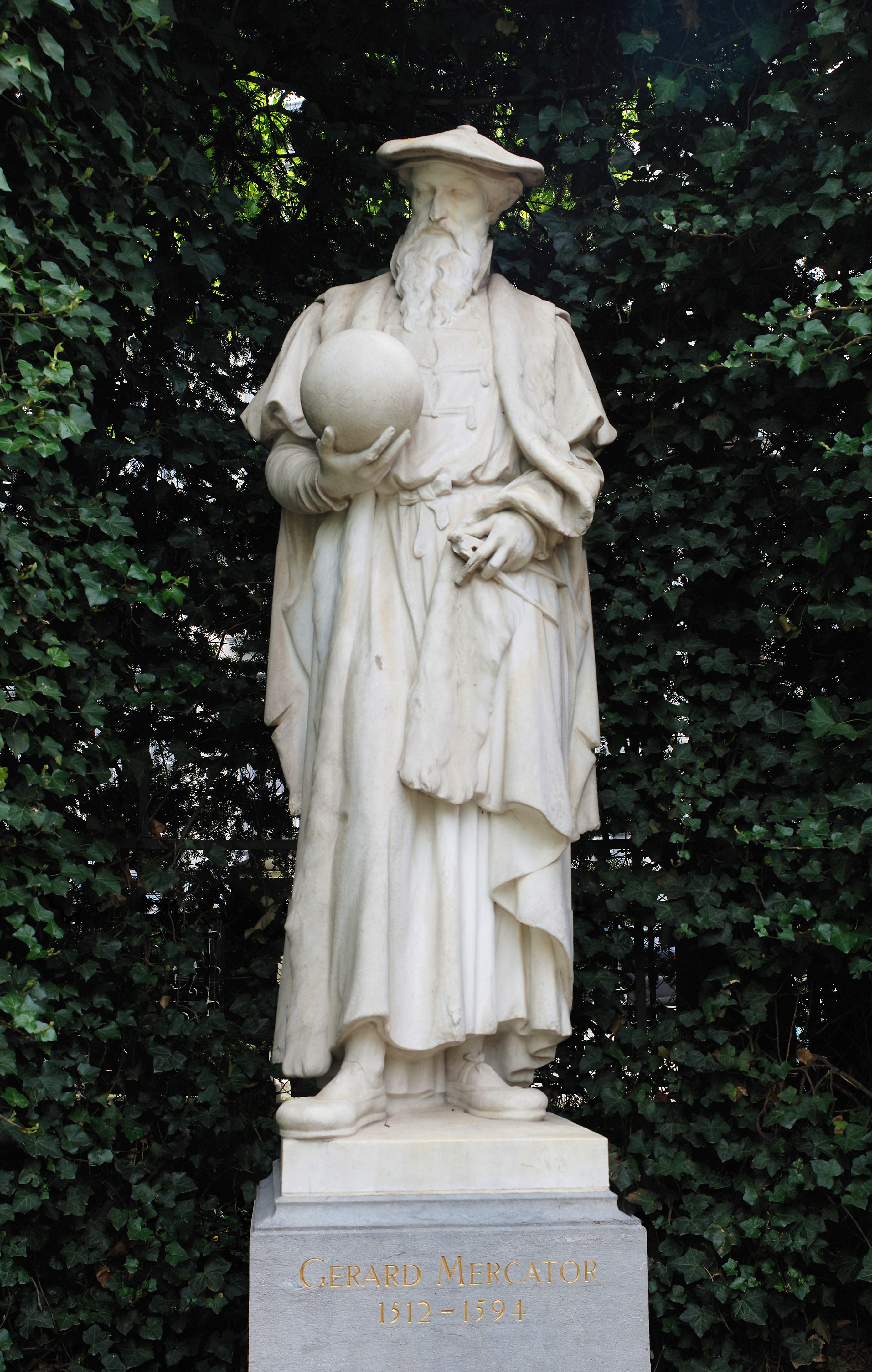
Mercatorstatue in Brüssel, Belgien
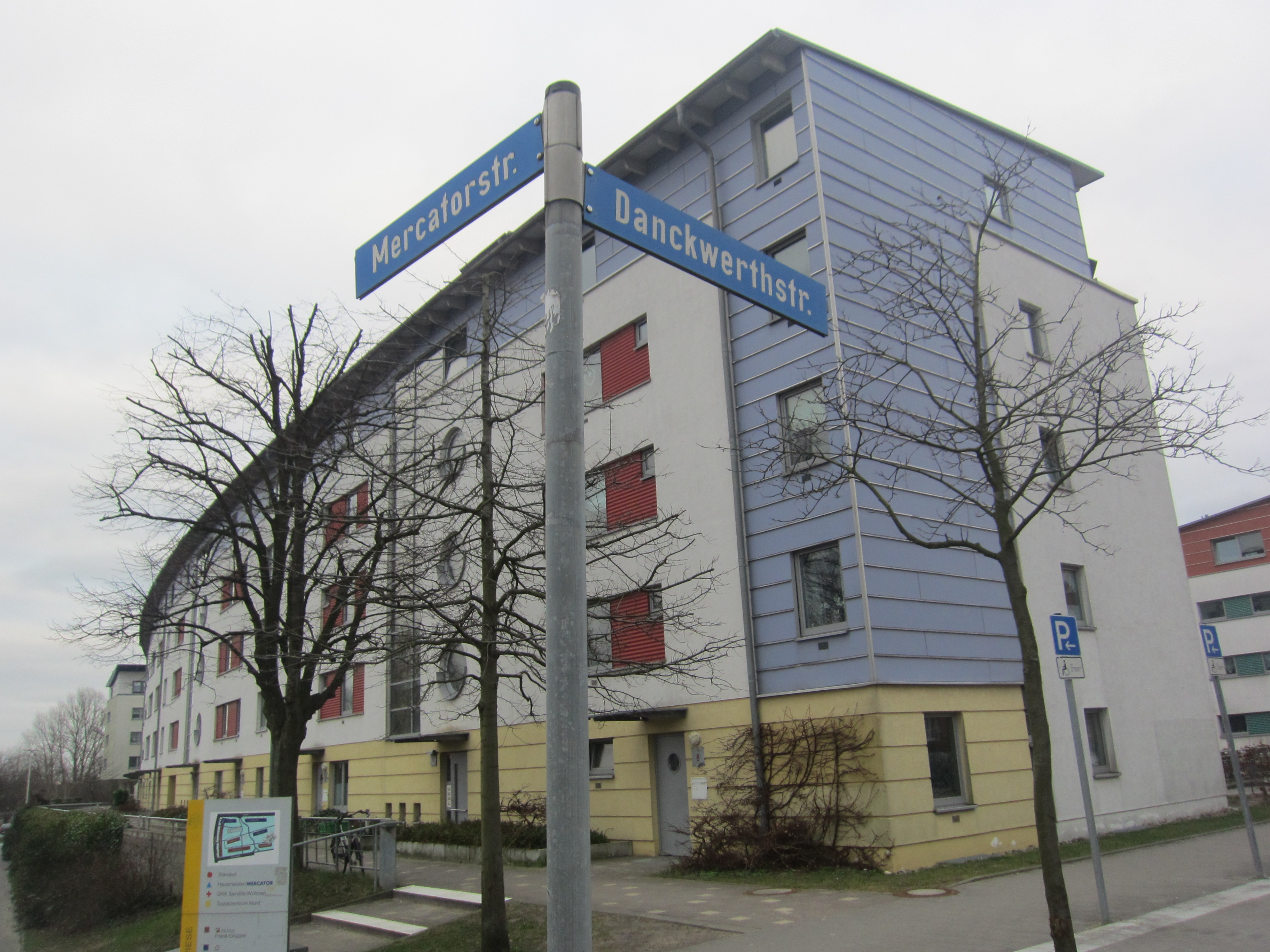
Mercatorstraße in Kiel, Deutschland
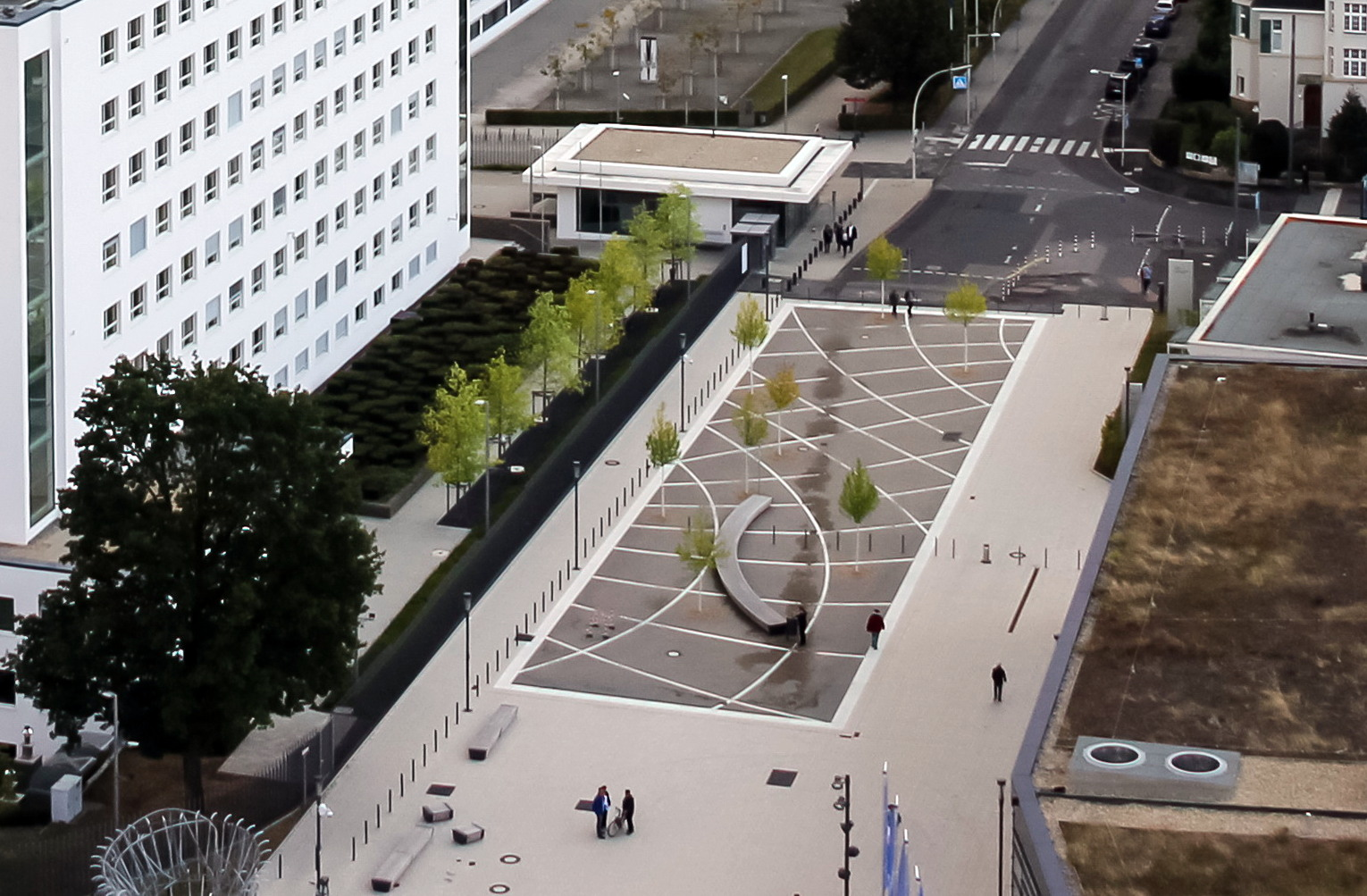
Sogenannte Mercatorfläche in Bonn-Gronau, Deutschland
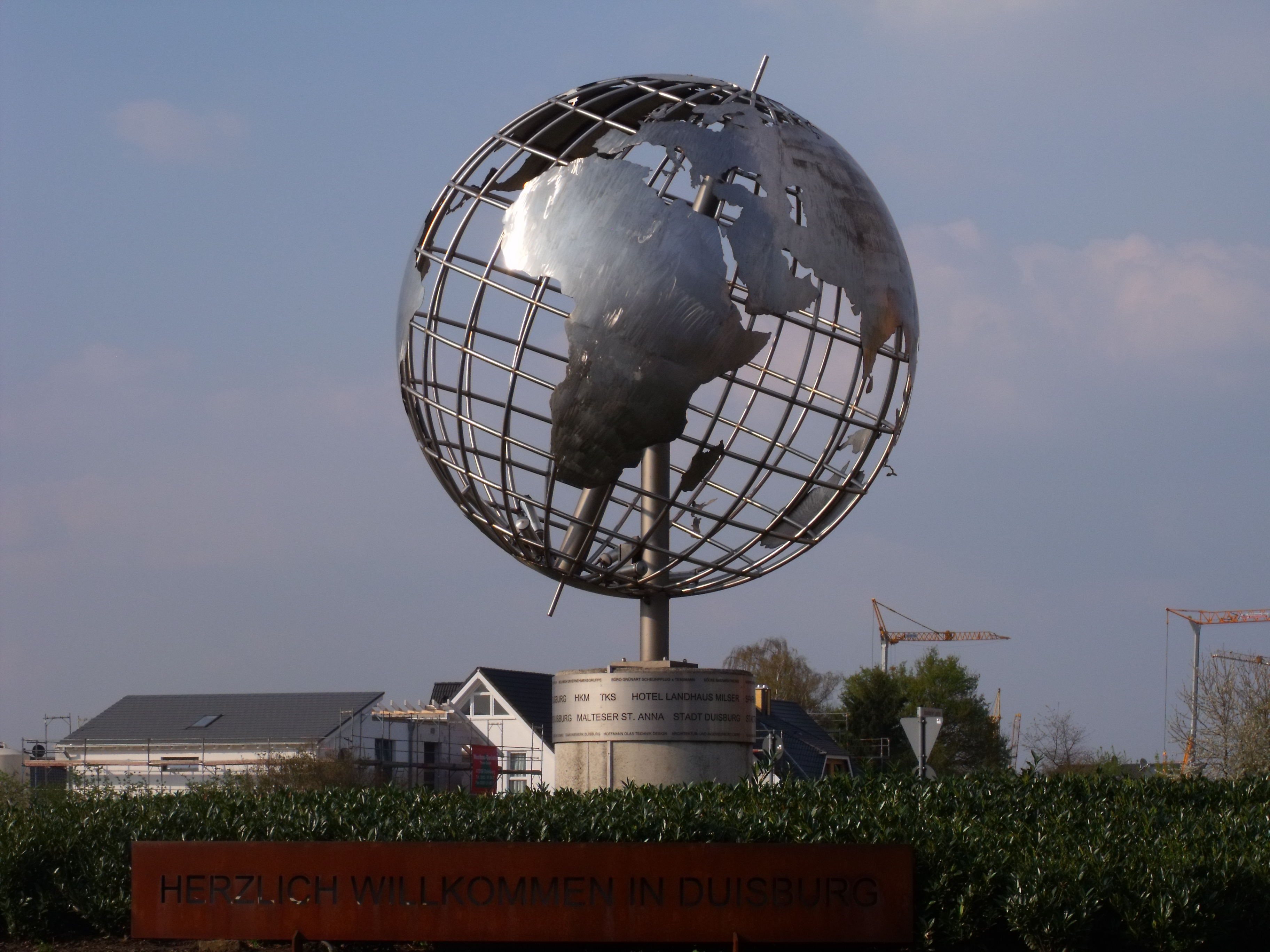
Sogenannter Mercator-Globus in Duisburg-Huckingen, Deutschland
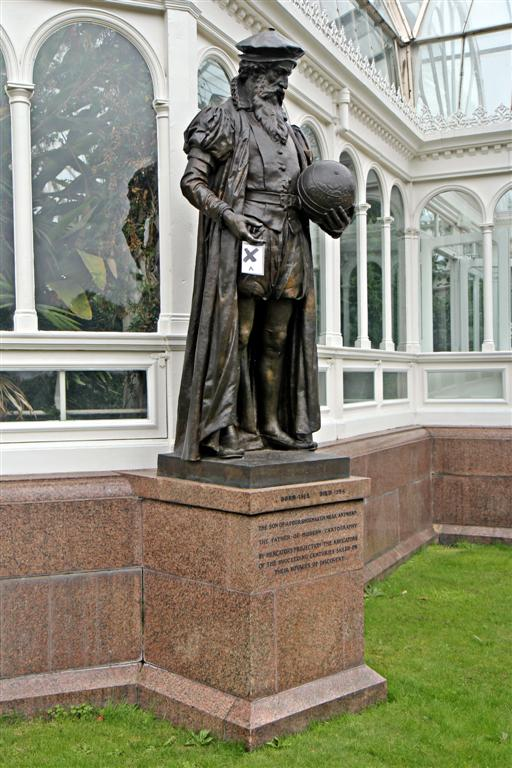
Mercator-Statue in Liverpool, Großbritannien

### Sammlungen und Ausstellungen
Dem Kartografen wurden eine Vielzahl an Ausstellungen gewidmet. Insbesondere zu den großen Jubiläen entstanden teilweise länderübergreifende Sonderausstellungen, die die Werke Gerhard Mercators versammeln. Die Objekte aus der Hand Mercators sind heute überall auf der Welt verstreut und finden sich in Sammlungen in Europa und den USA. Während die Wandkarten und die verschiedenen Ausgaben des Atlas vor allem in Bibliotheken aufbewahrt werden, sind die astronomischen Instrumente in unterschiedlichen Museen untergebracht. Zwei Dauerausstellungen widmen sich explizit dem Leben und Wirken Mercators:
- Mercator-Museum, Sint-Niklaas: Das Mercator-Museum zeigt die Geschichte der Kartografie von den Anfängen, ein besonderer Schwerpunkt ist dabei der Wirkungszeit Mercators gewidmet. Das Museum verfügt über zwei originale Globen sowie weitere Karten der Welt und Europa, welche aus dem Besitz des berühmten Kartografen stammen. In Sint-Niklaas wird eine Mercator-Bibliothek aufgebaut, die sich aus den Werken der ehemaligen Sammlung Mercator zusammensetzt.
- Mercator-Schatzkammer im Kultur- und Stadthistorischen Museum, Duisburg: Unter dem Namen „Mercator-Schatzkammer“ firmiert seit dem Umbau des Jahres 2011/2012 die bedeutendste deutsche Sammlung von Objekten aus dem Leben Mercators. Die Duisburger Sammlung umfasst heute über 250 Landkarten, sowie ca. 220 Bücher des 16. bis 19. Jahrhunderts. Als besondere Highlights gelten die beiden Globen von 1541 bzw. 1551, die 1908 als Stiftung in die Räumlichkeiten gelangten.[48]

### Ehrungen

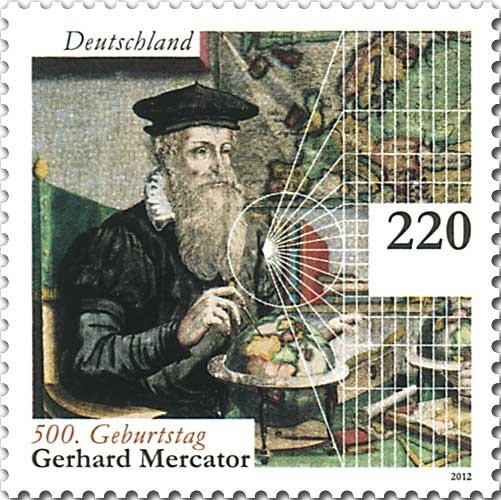
Briefmarke der Deutschen Post von 2012

Mercators Leistungen auf kartografischem Gebiet wurden auf vielfältige Weise geehrt. So gab die Belgische Nationalbank im Jahr 1961 einen 1000-Franc-Schein mit dem Antlitz Mercators heraus. Von der deutschen Bundesbank wurde er aus Anlass des 400. Jahrestages der Mercator-Projektion 1970 mit einer fünf DM-Münze aus Silber geehrt. Die Deutsche Post AG gab im Jahr 2012 eine Briefmarke im Wert von 220 Cent heraus, die den Kartografen zeigt. Der Komponist Albrecht zur Nieden komponierte 1869 eine Hymne auf Gerhard Mercator, die der Philharmonische Chor Duisburg mit Orchesterbegleitung uraufführte.
In der Stadt Duisburg wurden die von städtischer Seite vergebenen Ehren mit dem Namen Mercator verbunden. Verdienten Bewohnern der Stadt wird die Mercatorplakette bzw. die Mercatornadel zugeneigt. Träger waren bislang zum Beispiel Gründungsrektoren der Duisburger Universität sowie Kulturdezernenten und Generalmusikdirektoren, aber auch der Schauspieler Hans Caninenberg und der Maler Heinz Trökes. Während die Mercatornadel einen stilisierten Globus und einen Zirkel zeigt, ist auf der Plakette das „Organum Directorium“ der Weltkarte von 1569 zu sehen.
Besondere Bedeutung hat die Mercator-Medaille, die von der Deutsche Gesellschaft für Kartographie gestiftet wurde und an Persönlichkeiten verliehen, die sich mit herausragenden wissenschaftliche Leistungen um die Kartographie verdient gemacht haben. Im Gedenkjahr 1962 entstand eine goldene Gedenkmedaille, die von der Stadt Duisburg an hochrangige Ehrengäste verschenkt wurde. 2012 gab die Sparkasse Duisburg eine Mercator-Medaille in Gold und Silber heraus. Von den silbernen Exemplaren wurden 500, von der goldenen Variante lediglich 50 hergestellt.
Gerhard Mercator erhielt auch Ehrungen in Form von astronomischen Namensgebungen. Bereits im Jahr 1935 wurde ein Mondkrater nach Mercator benannt. Er besitzt einen mittleren Durchmesser von 46 Kilometern und befindet sich auf der südlichen Mondhalbkugel. Seit 1991 wird außerdem ein Asteroid mit seinem Namen bezeichnet. Es handelt sich um (4798) Mercator, der bereits 1989 vom belgischen Astronomen Eric Walter Elst entdeckt wurde. Er befindet sich im Hauptgürtel und weist eine mittlere Orbitalgeschwindigkeit von 20,09 km/s auf. 2008 wurde die Pegasus XL-Rakete der Mission IBEX der US-amerikanischen Raumfahrtagentur NASA nach Mercator benannt. 2015 wurde zu Ehren des 503. Geburtstags Mercators ein Google Doodle gestaltet.

### Vereine, Stiftungen, Firmen (Auswahl)
Vereine, Verbände und Stiftungen tragen den Namen des Kartografen und auch privatwirtschaftliche Unternehmen werben mit Mercator. Besondere Bedeutung haben dabei die Vereinigungen, die sich der Erforschung des Lebens und Wirkens Mercators verschrieben haben. In Rupelmonde haben sich hierzu die „Mercator Ghesellen Rupelmonde“ gegründet, in Duisburg besteht seit dem Jahr 1950 die „Mercator-Gesellschaft“ als eingetragener Verein. Neben der wissenschaftlichen Forschung wird in Duisburg mit der Laientheatergruppe „Mercators Nachbarn“ auch die Vermittlung der Verdienste Mercators übernommen.

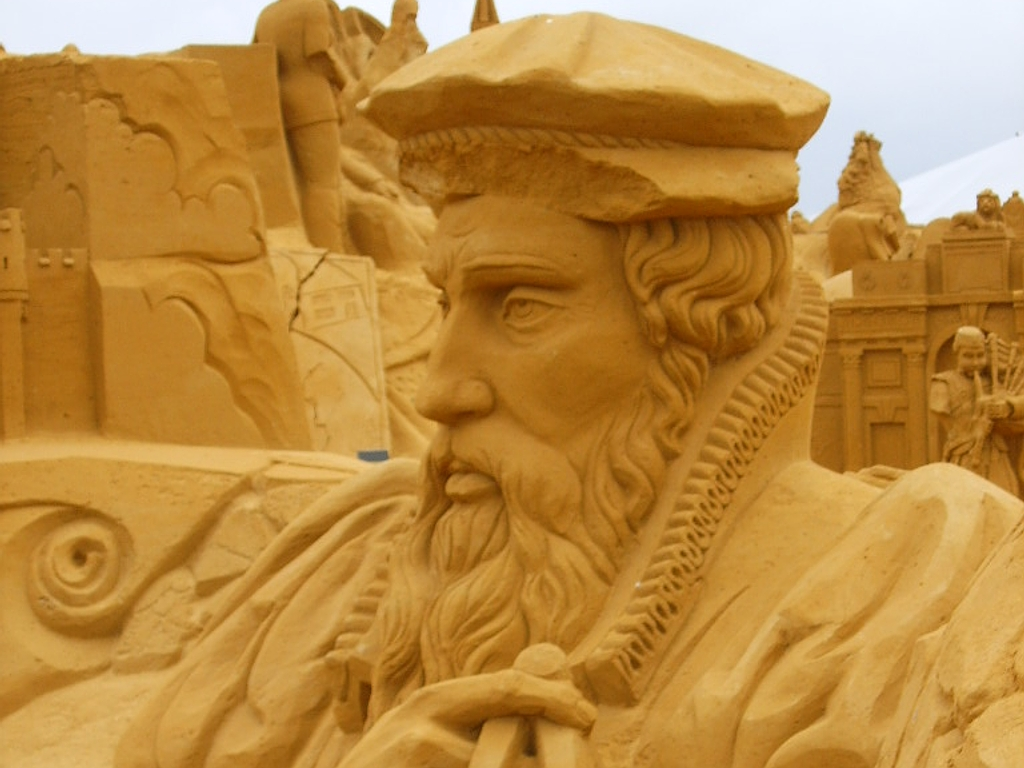
2005 wurde eine Sandskulptur in Blankenberge, Belgien mit dem Konterfei des Kartografen ausgestattet

Eine der großen deutschen Stiftungen, die „Stiftung Mercator“ mit Sitz in Essen trägt ebenfalls den Namen des Kartografen. Sie wurde 1996 gegründet und operiert unter dem Namen Stiftung Mercator Schweiz mit Sitz in Zürich seit 2001 auch außerhalb der Europäischen Union. Ziel der Stiftung ist es, die Gesellschaft weltoffener und solidarischer zu gestalten. Insgesamt hat die Stiftung seit Beginn ihrer Tätigkeit rund 798 Millionen Euro für 1.804 Projekte bereitgestellt. Unter anderem werden Projekte zur Sprachförderung, Erforschung des Klimawandels und zur kulturellen Bildung unterstützt. Aus Kooperationen zwischen der Stiftung und anderen Institutionen gingen das Mercator Research Institute on Global Commons and Climate Change (2012), das Mercator Institute for China Studies (2013) und das in Köln ansässige Mercator-Institut für Sprachförderung und Deutsch als Zweitsprache hervor.
Das Antlitz Mercators prangt auf vielen Produkten, die mit Perfektion und technischer Raffinesse verbunden werden sollen. In Duisburg existiert eine Mercator-Apotheke. Zeitweise wurde von der Firma Karl Blum in den 1930er Jahren eine Spirituose auf den Markt gebracht, die mit dem Antlitz Mercators unter dem Namen „Merkator“ warb. Die Philharmoniker der Stadt Duisburg besitzen eine „Mercator-Orgel“ in der unter dem Namen „Mercatorhalle“ firmierenden Philharmonie. In der Stadt besteht außerdem der „Mercator-Verlag“, der sich auf wissenschaftliche Schriften spezialisiert hat.
Zwischen 1994 und 2003 firmierte die Gesamthochschule Duisburg unter dem Namen „Gerhard-Mercator-Universität – Gesamthochschule Duisburg“. Der Name wurde aus Anlass des 500. Todestages des Kartografen vergeben. Ein Relief des Fachbereichs Gießereitechnik wurde außen am Hauptgebäude angebracht und eine Ausstellung mit Werken des Kartografen in der Universitätsbibliothek eröffnet. Mit der Fusion der Hochschule zur Universität Duisburg-Essen verschwand der Name nach wenigen Jahren wieder. Eine Gastprofessur firmiert noch heute als „Mercator-Professur“. Zudem trägt die Fakultät für Betriebswirtschaftslehre am Campus Duisburg den Namen Mercator School of Management.